# Parafia Ewangelicko-Augsburska w Bielsku

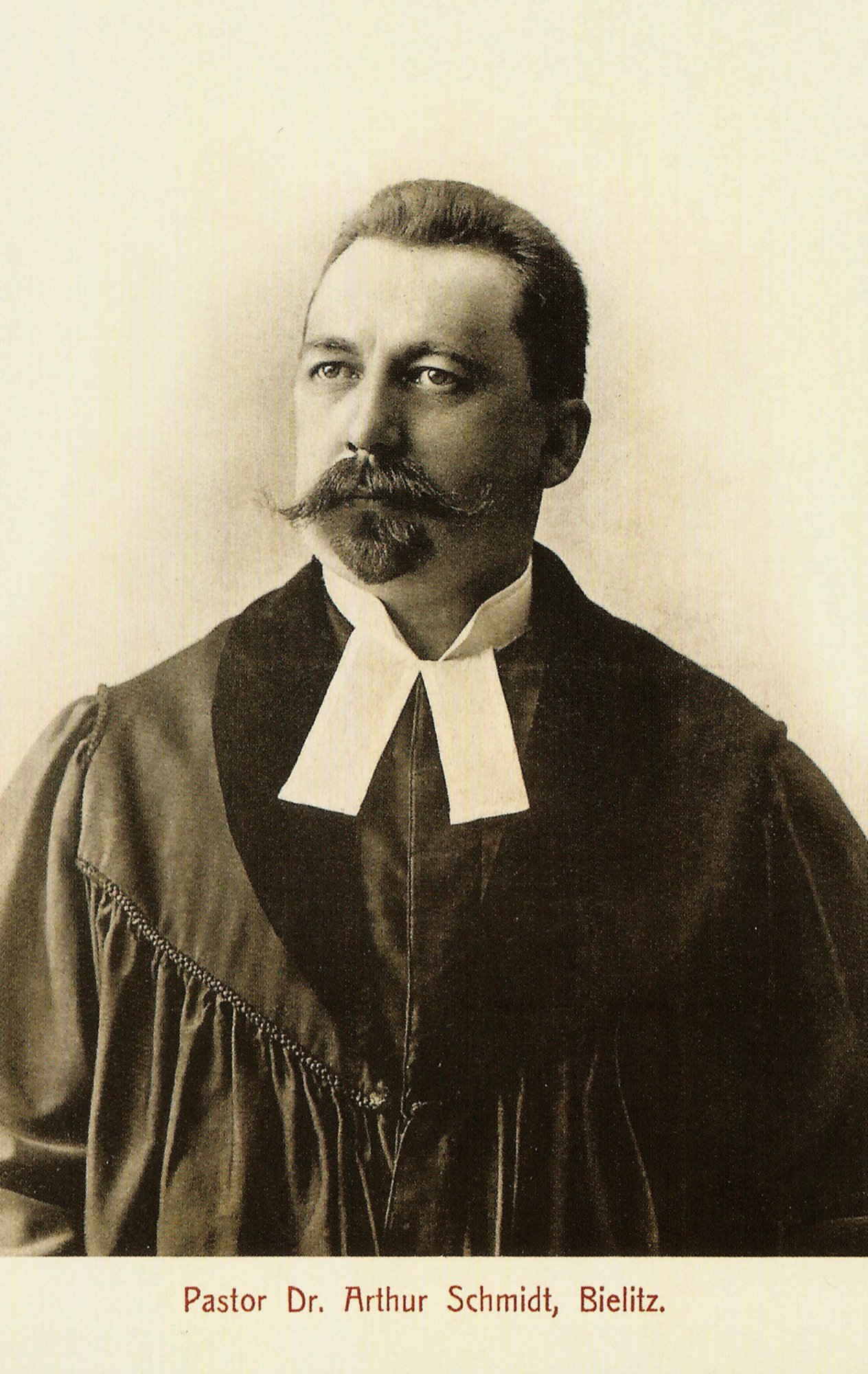
Arthur Schmidt, proboszcz w latach 1894–1923

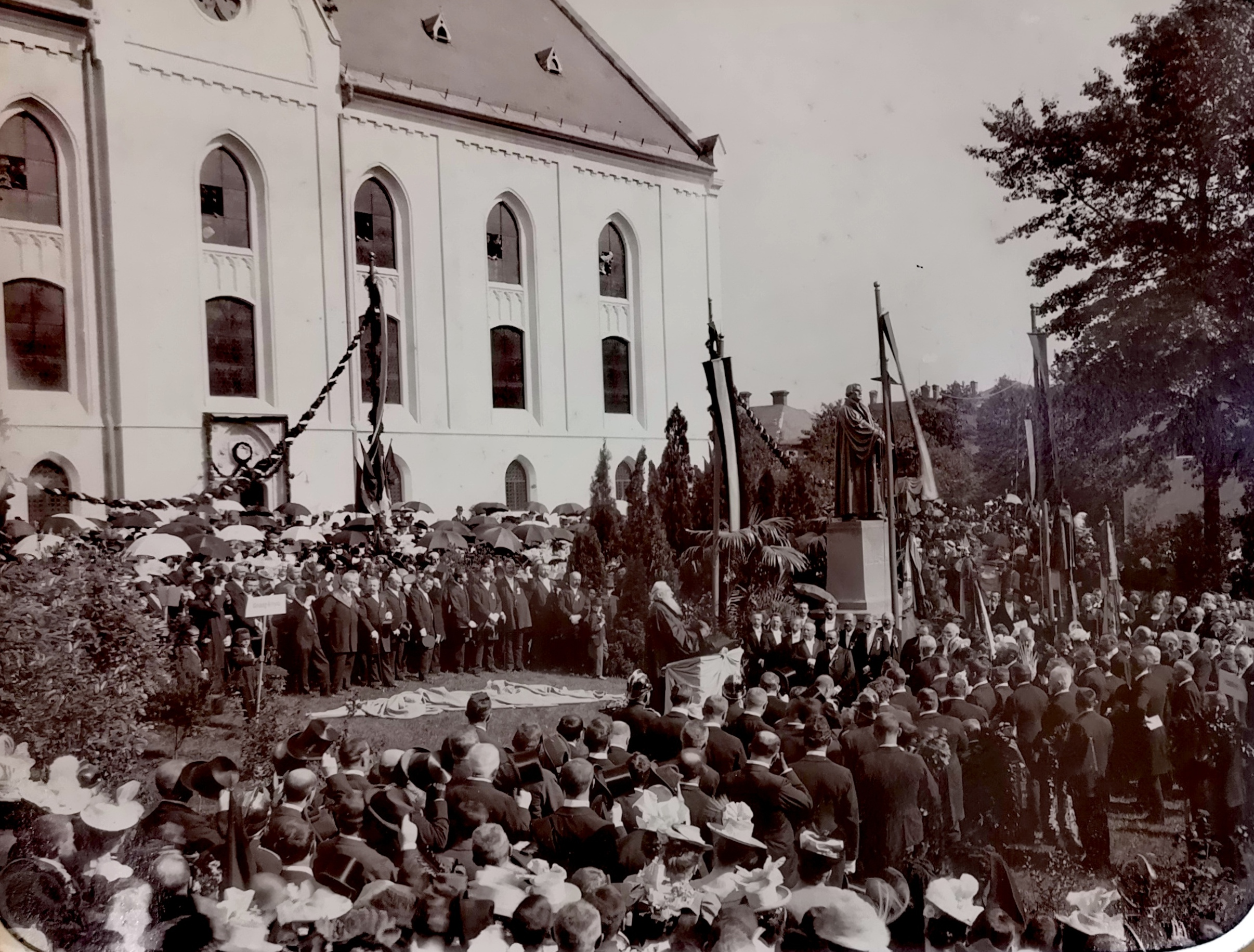
Uroczystość odsłonięcia pomnika Marcina Lutra w dniu 8 września 1900

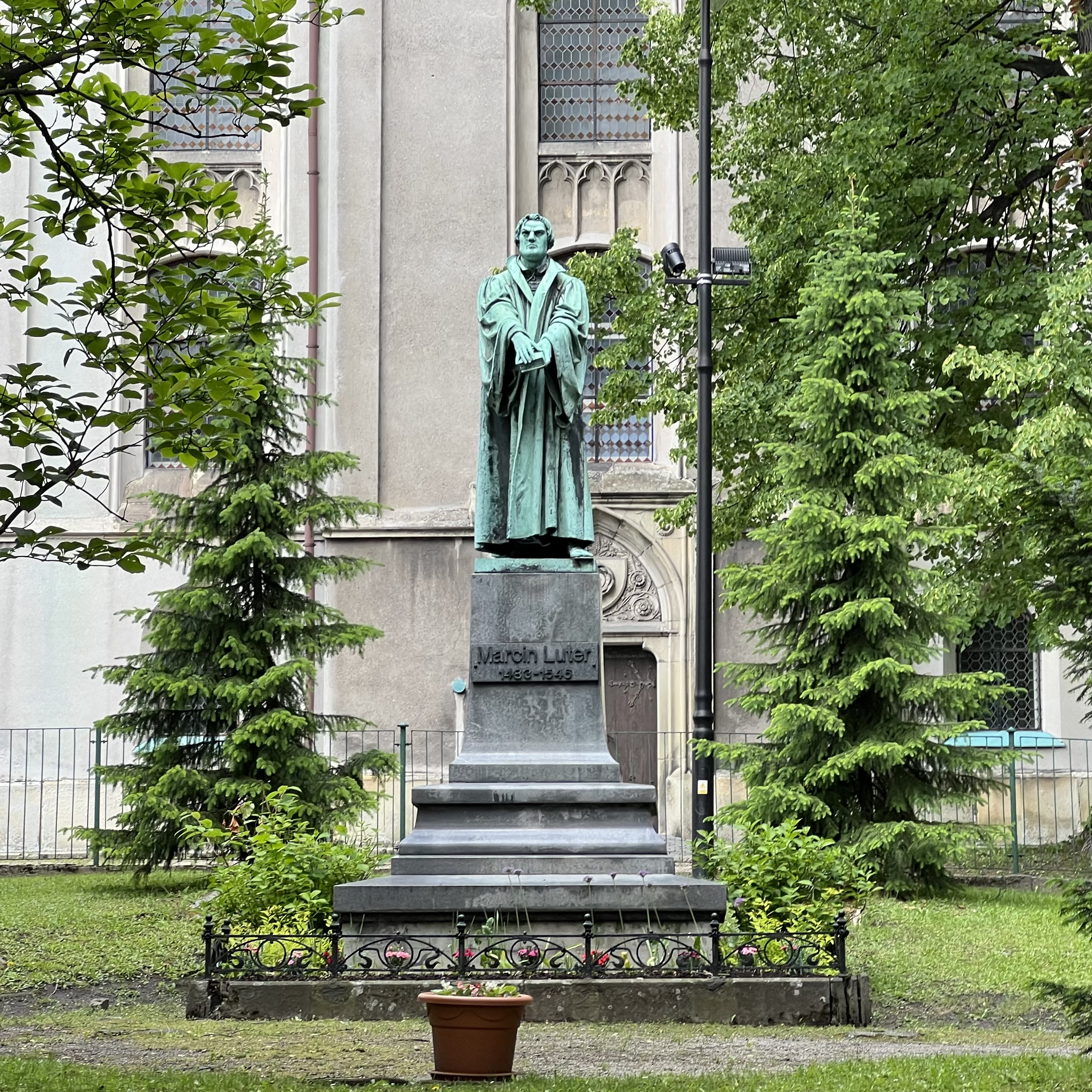
Pomnik Marcina Lutra

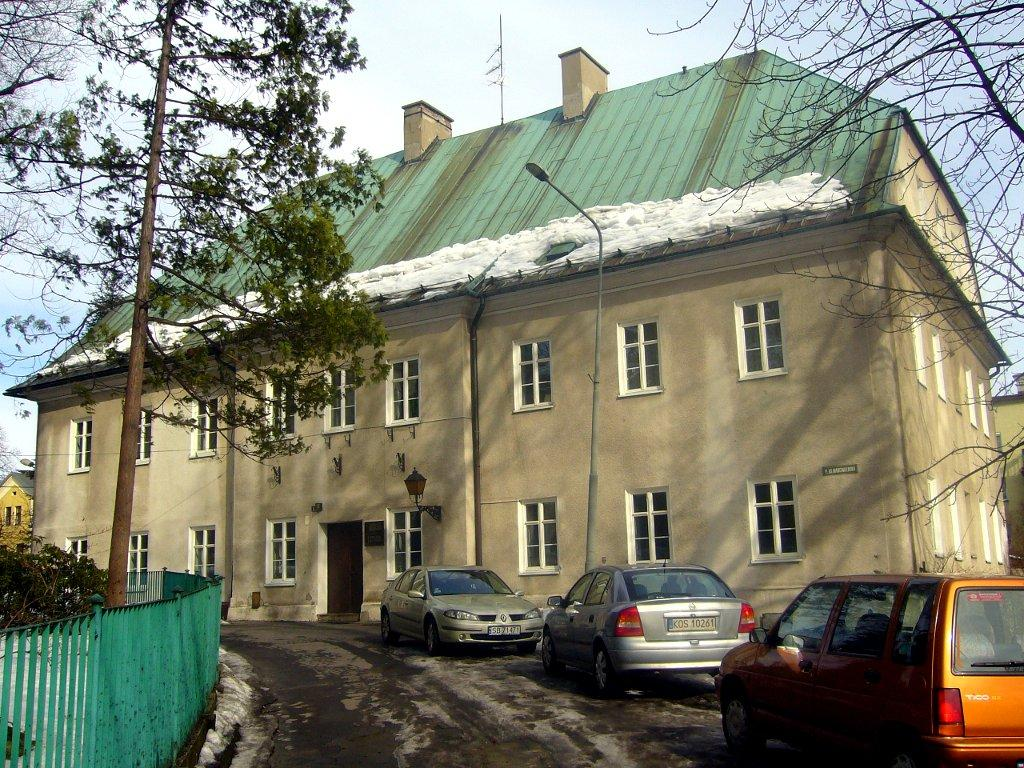
Dawna ewangelicka szkoła ludowa, obecnie plebania

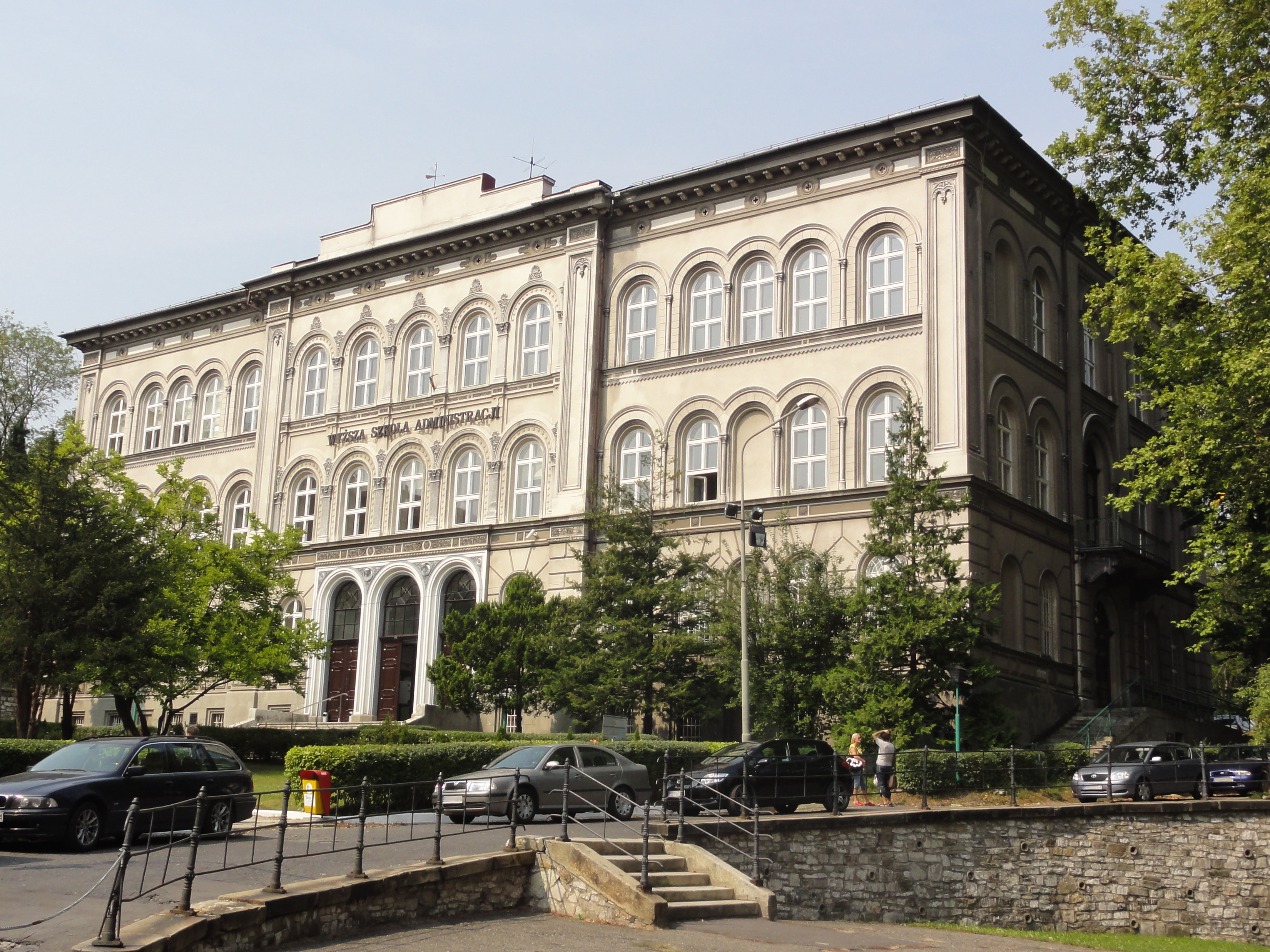
Budynek dawnej Ewangelickiej Szkoły Męskiej i Seminarium Nauczycielskiego, obecnie Wyższa Szkoła Administracji

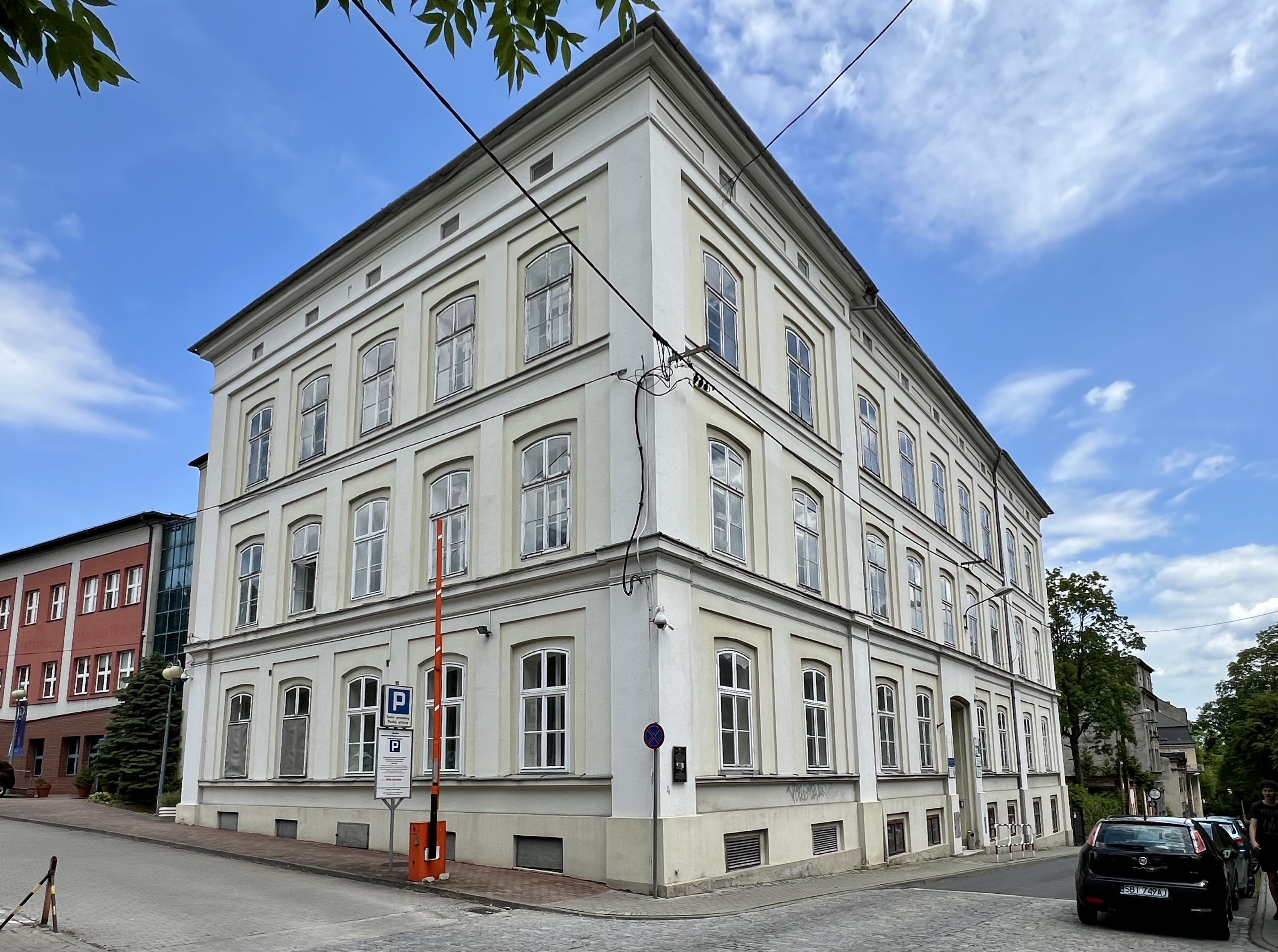
Dawne alumneum seminarium nauczycielskiego, obecnie Liceum Ogólnokształcące Towarzystwa Ewangelickiego

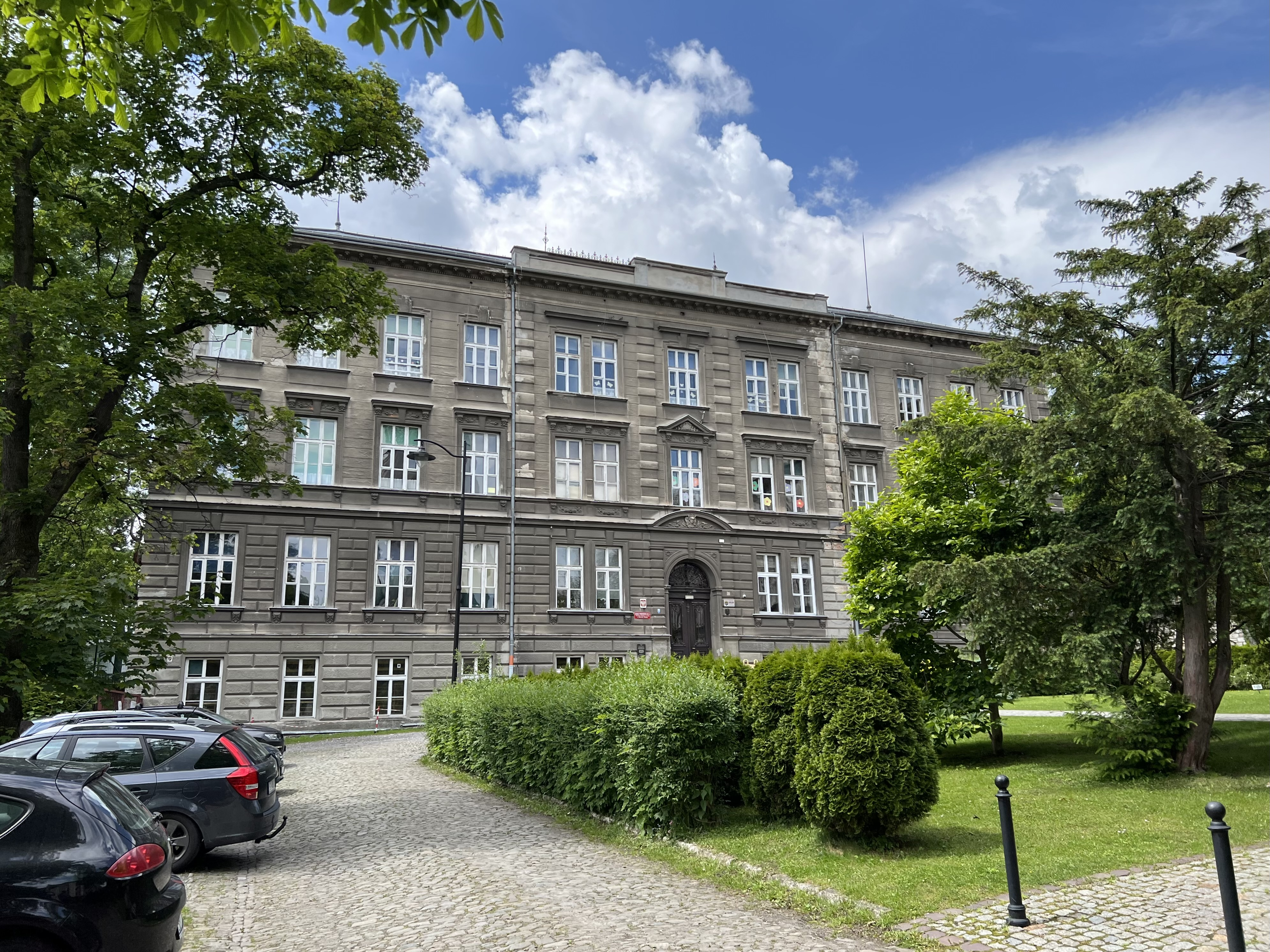
Budynek dawnej Ewangelickiej Szkoły Żeńskiej, obecnie Szkoła Podstawowa Towarzystwa Ewangelickiego

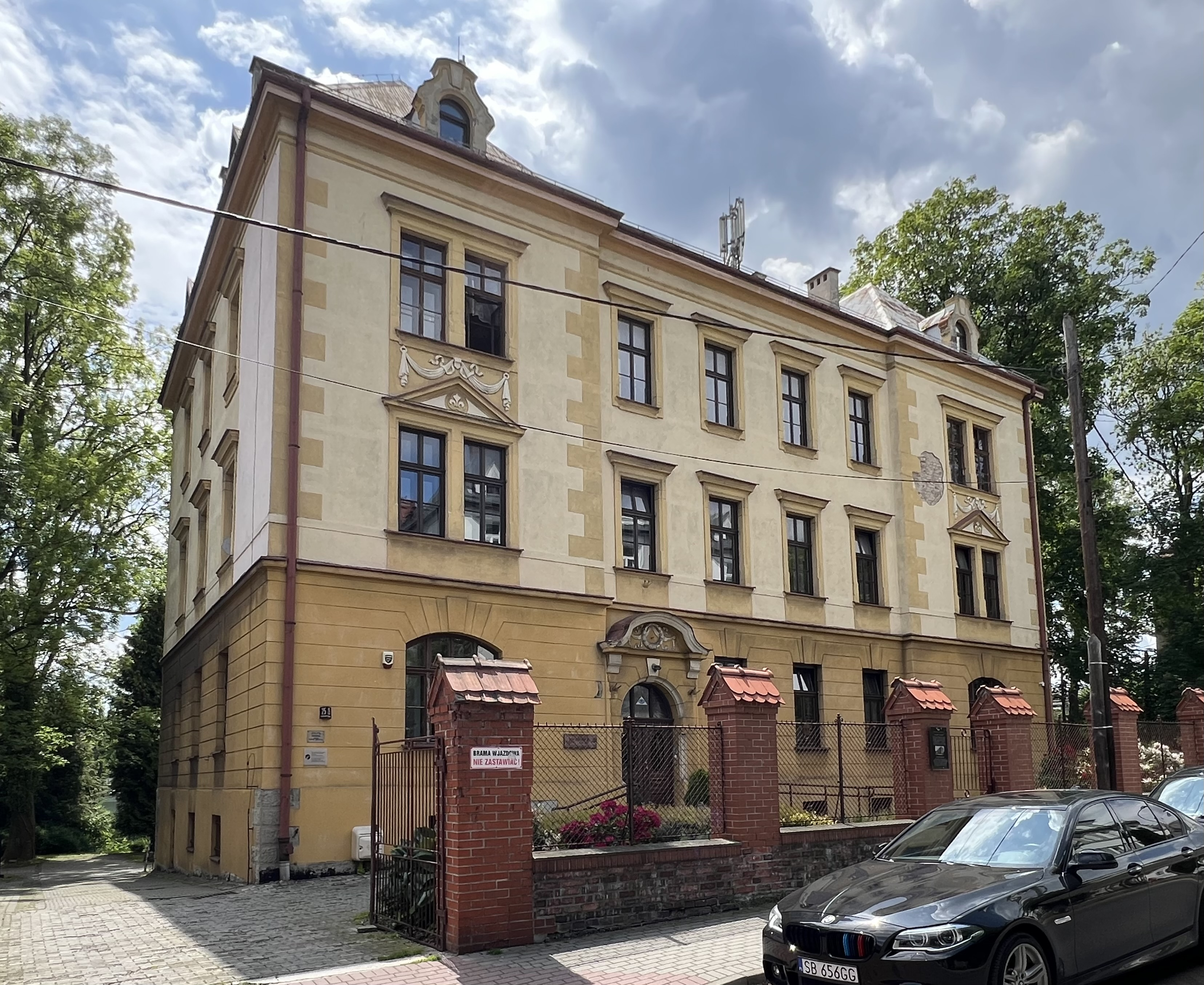
Dawny Dom Sierot, obecnie Ewangelicki Dom Opieki Soar

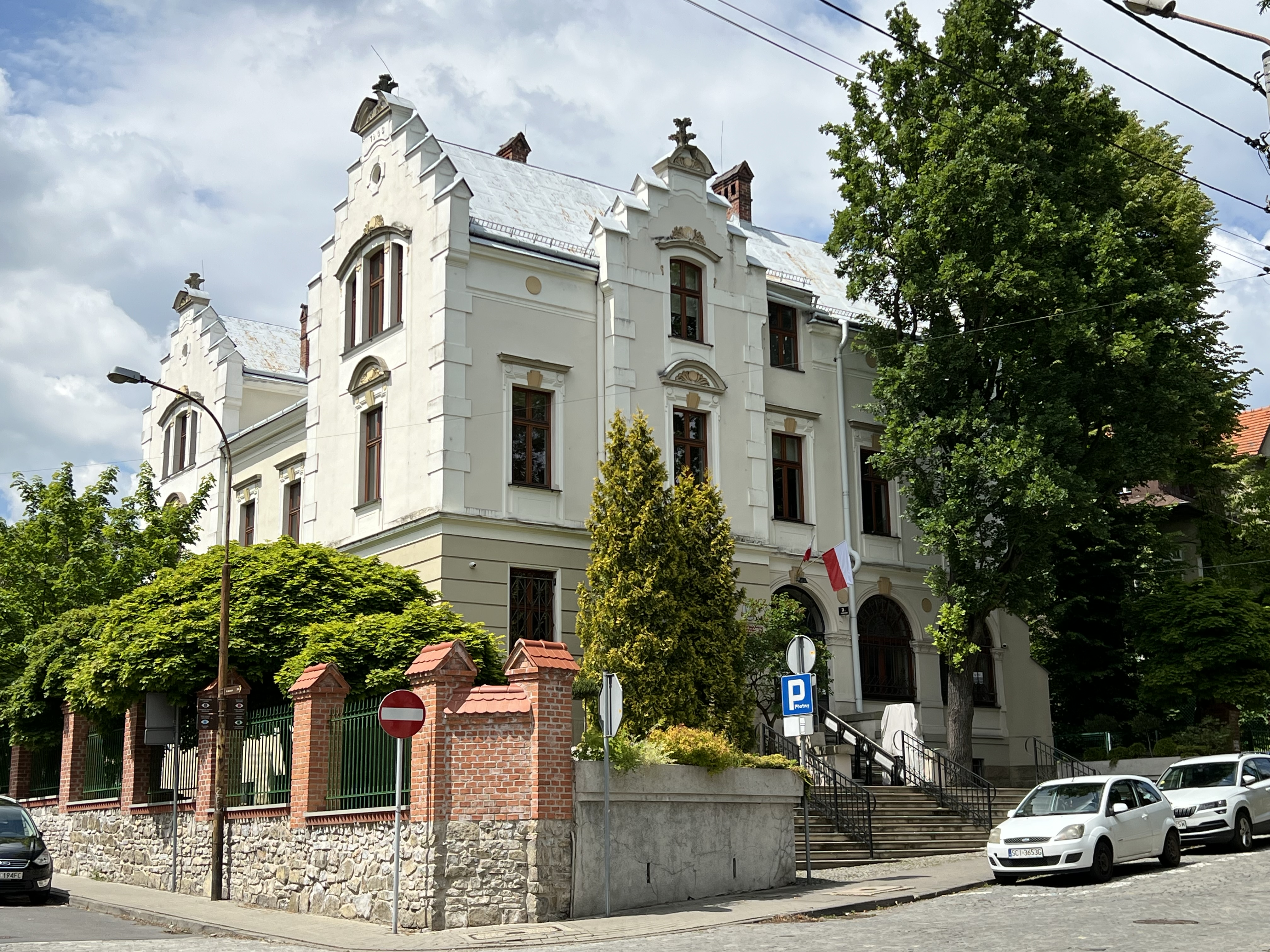
Dawny Ewangelicki Dom Sióstr, obecnie siedziba Prokuratury Rejonowej

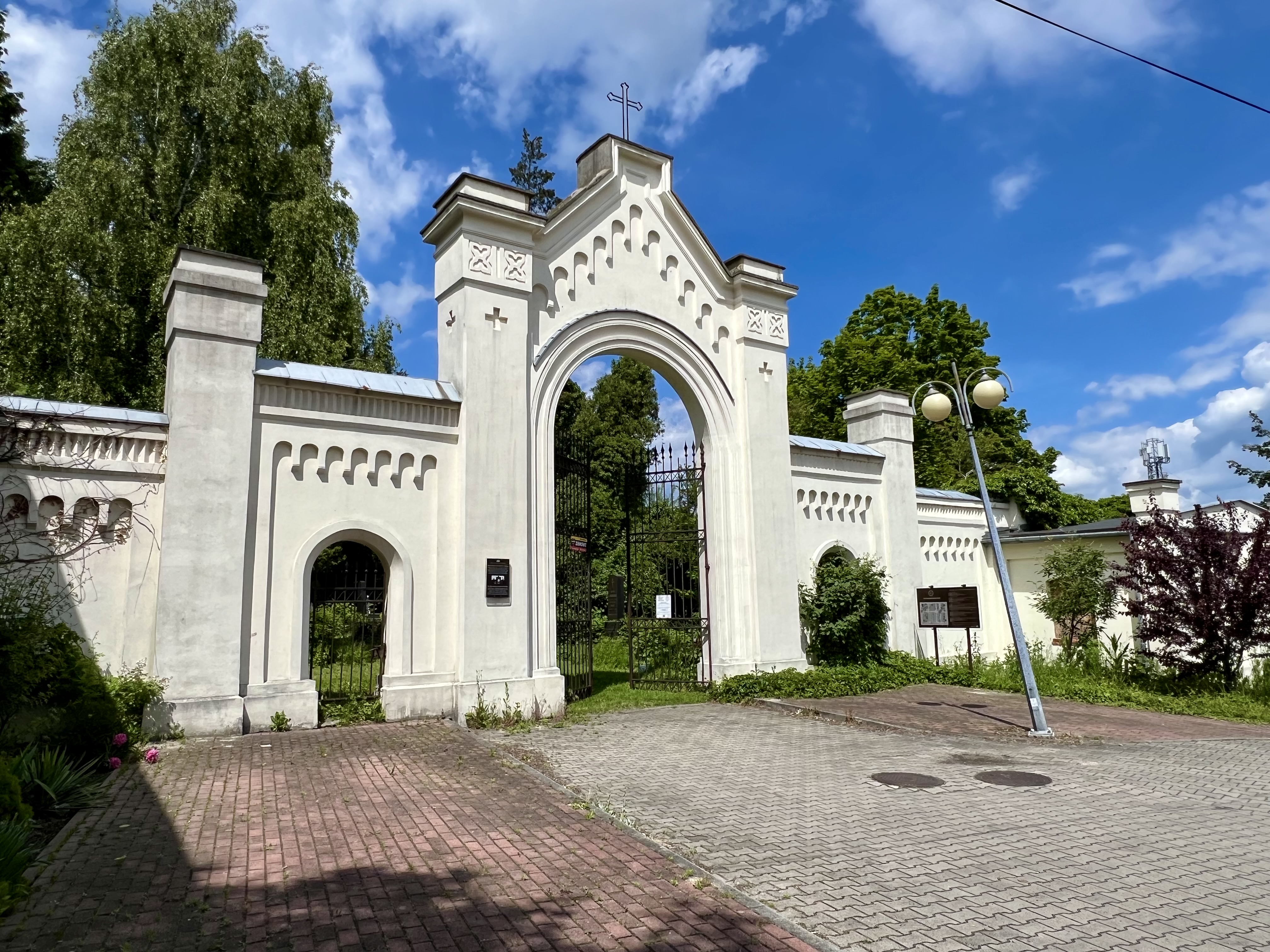
Brama Starego Cmentarza Ewangelickiego

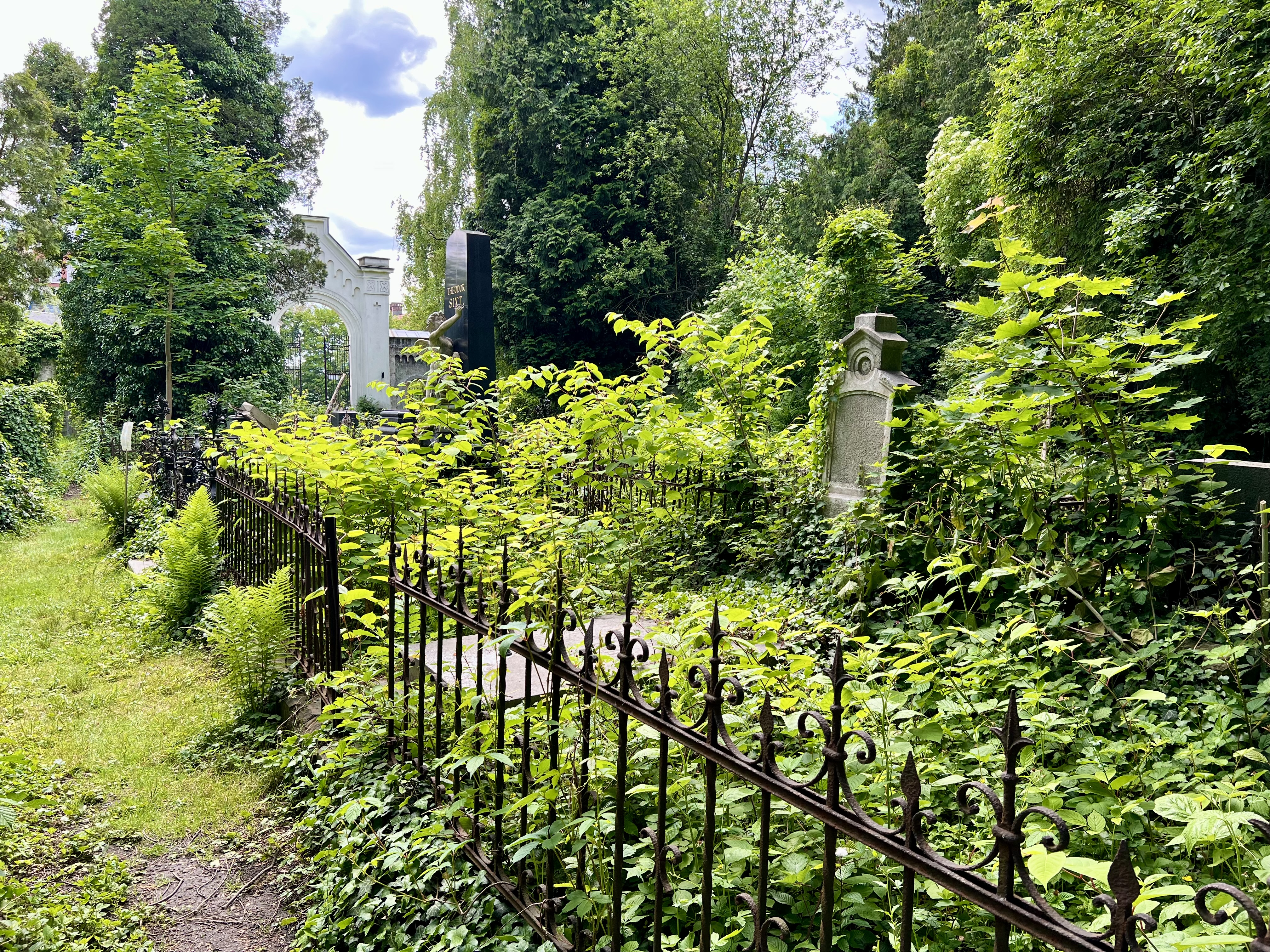
Stary Cmentarz Ewangelicki w Bielsku-Białej

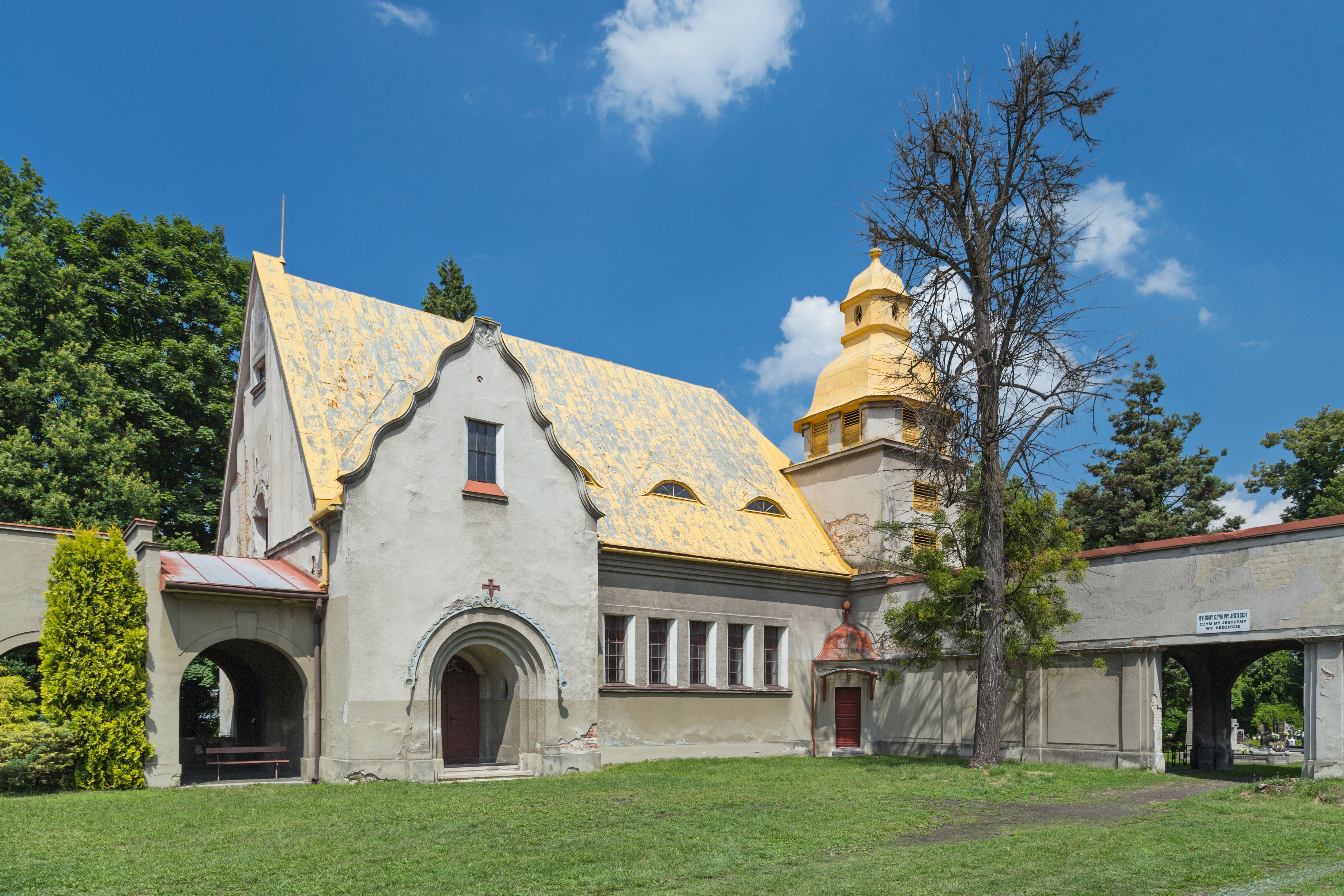
Kaplica na Nowym Cmentarzu Ewangelickim

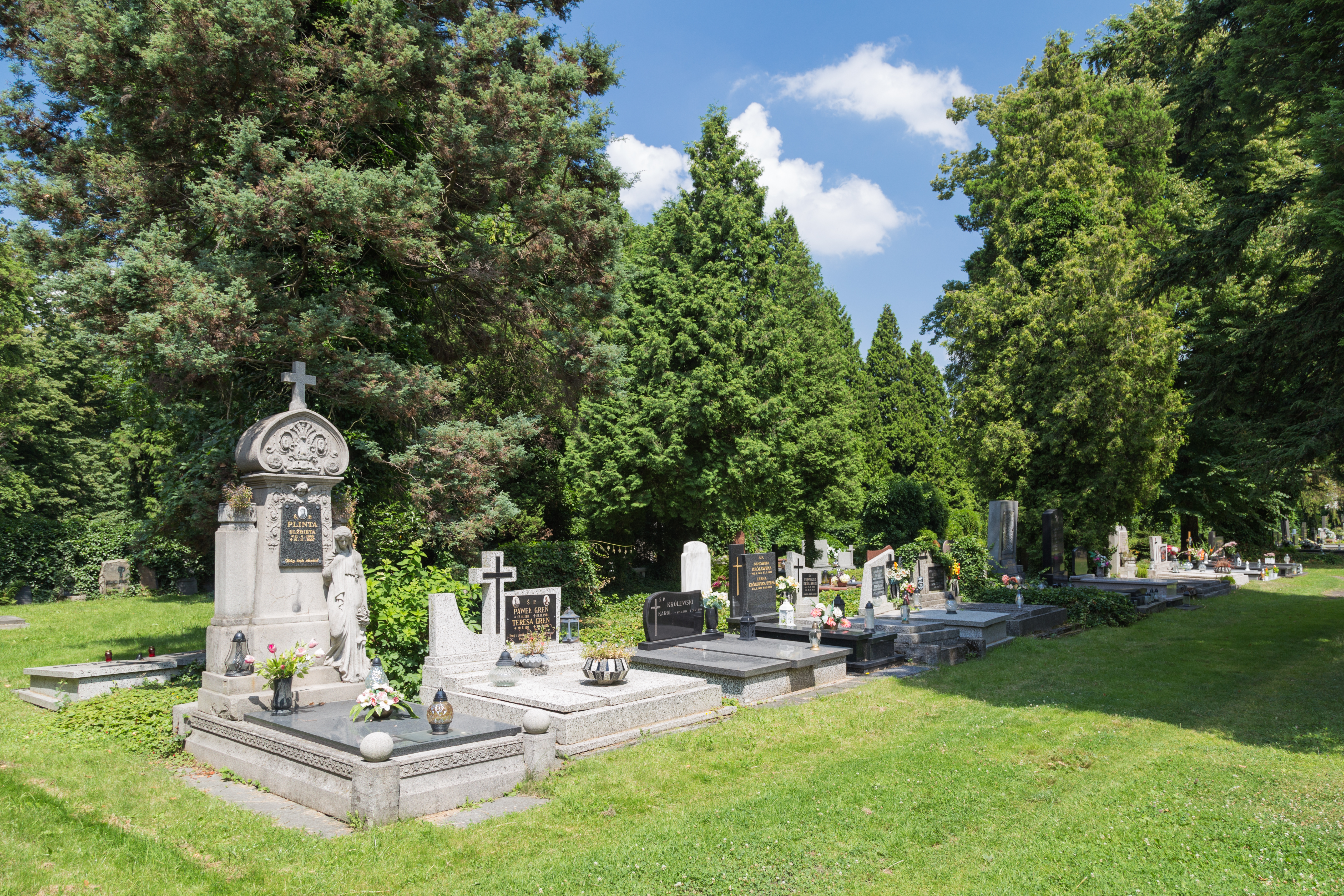
Nowy Cmentarz Ewangelicki w Bielsku-Białej

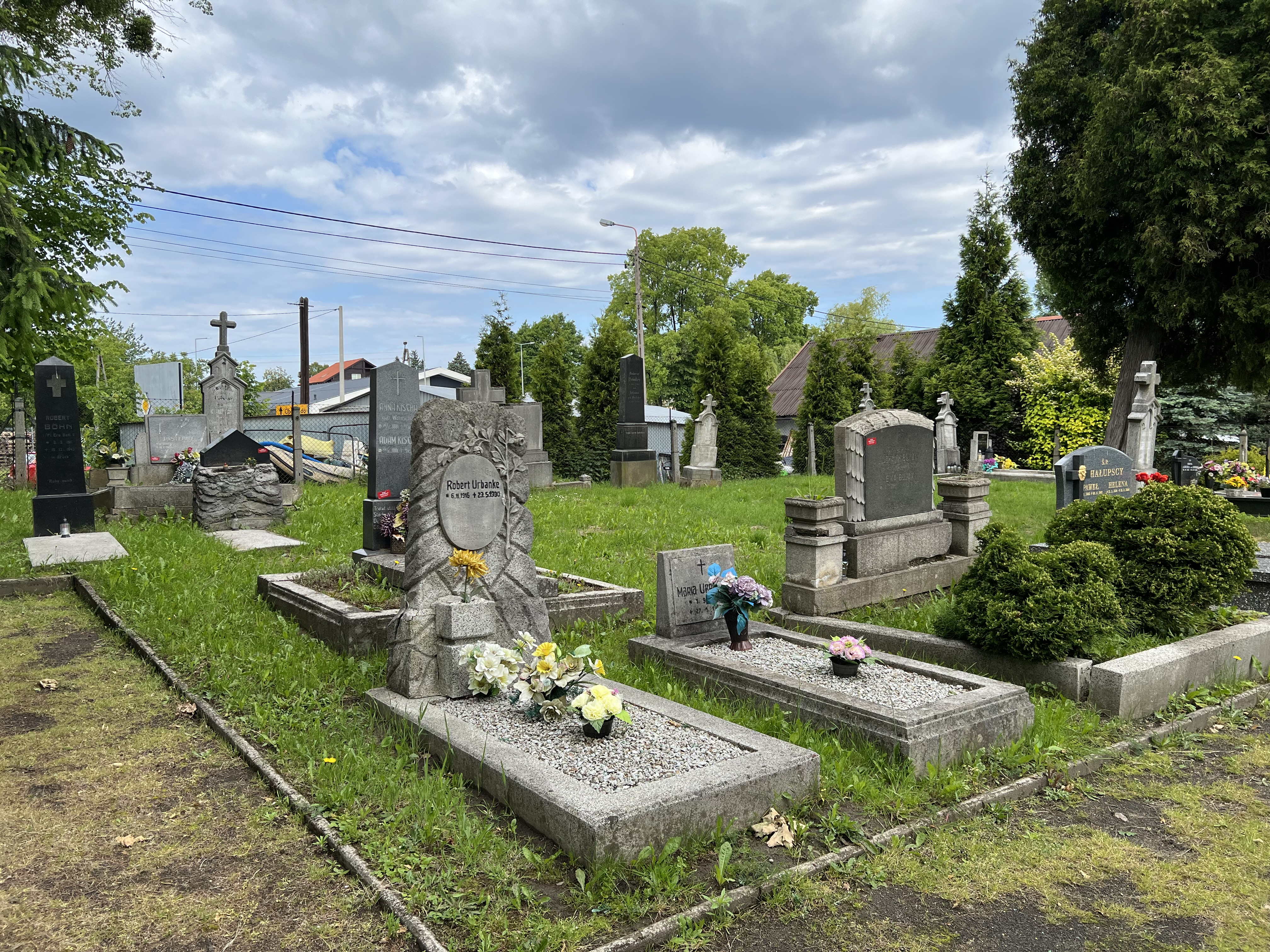
Cmentarz ewangelicki w Komorowicach Śląskich

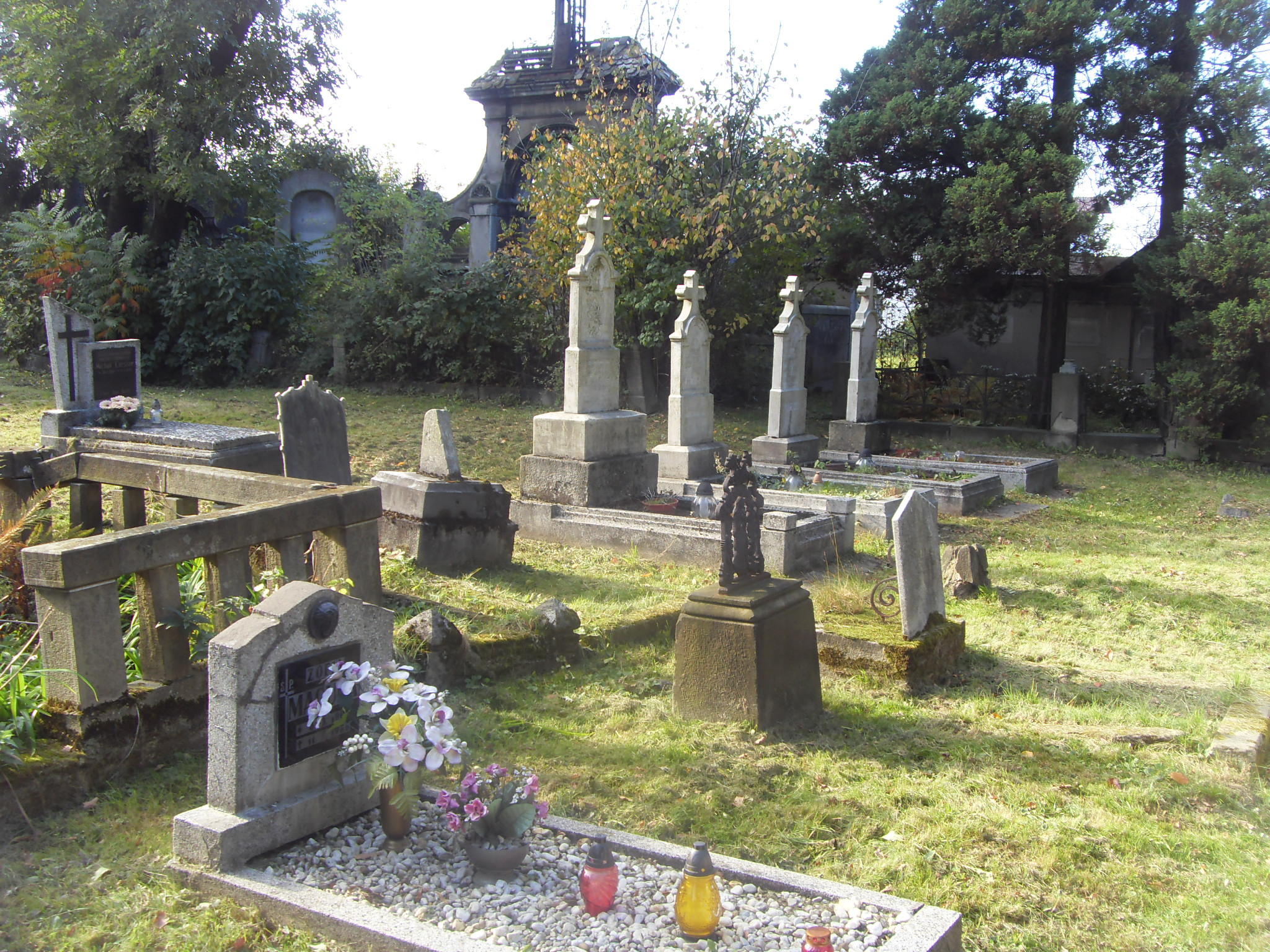
Cmentarz ewangelicki w Mikuszowicach Śląskich

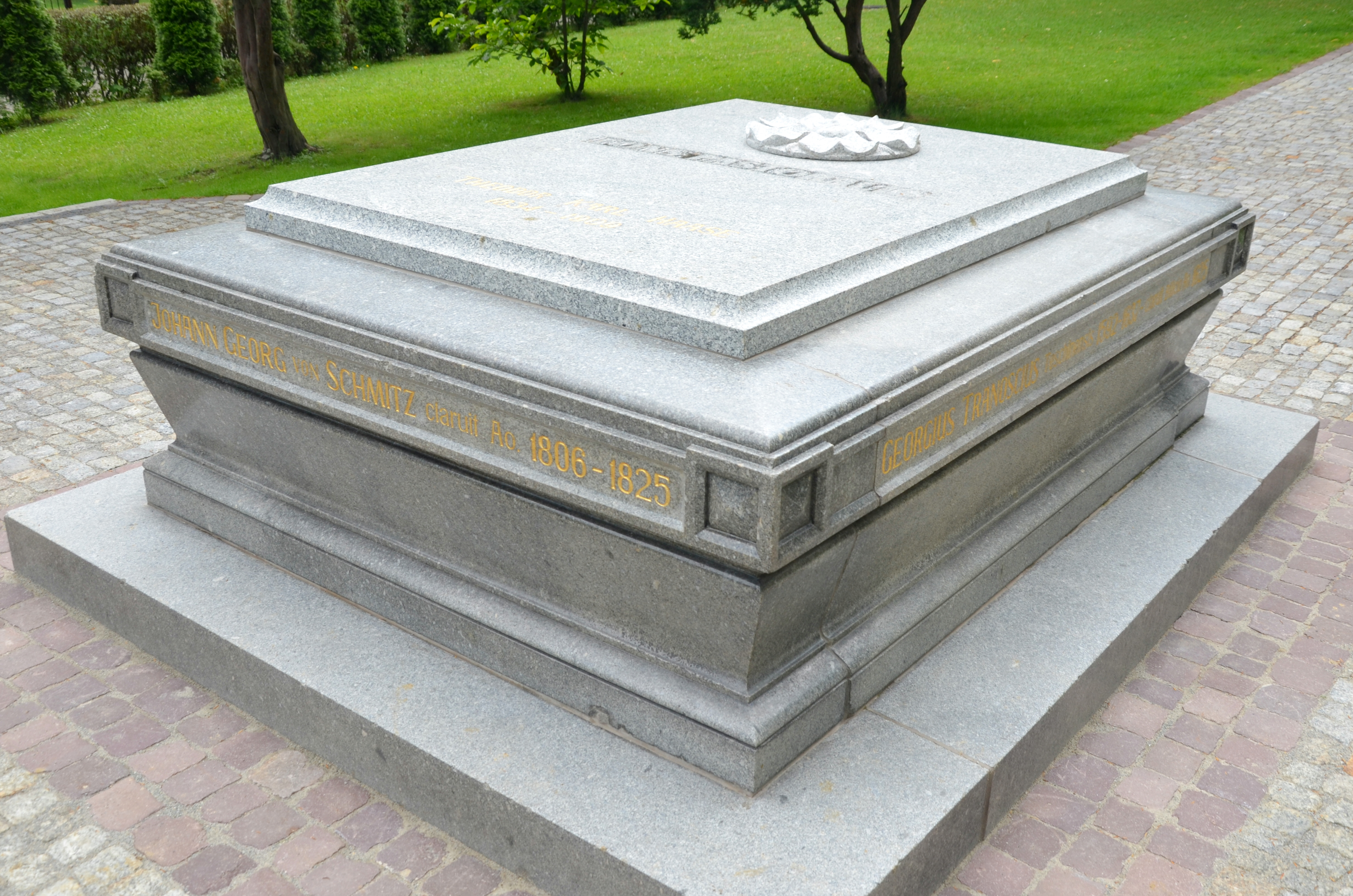
Studia Pastorów na placu Marcina Lutra

Parafia Ewangelicko-Augsburska w Bielsku – parafia luterańska w Bielsku-Białej, w dzielnicy Bielsko, należąca do diecezji cieszyńskiej. Mieści się przy placu Księdza Marcina Lutra. W 2021 liczyła około 1000 wiernych.

## Historia

### Reformacja
Idee Reformacji i nauczanie Marcina Lutra zostało przyniesione na tereny Księstwa Cieszyńskiego przez studentów pobierający nauki w Europie Zachodniej oraz kupców, rzemieślników, a także robotników sezonowych.
Nabożeństwa ewangelickie rozpoczęto prowadzić w kościołach Cieszyna około 1540, za sprawą dziekana księstwa Jana. Po tym wprowadzono je w około 50 pozostałych parafiach na tym terenie. Dokładna data powstania parafii w Bielsku nie jest możliwa do ustalenia. W 1550 działał cmentarz ewangelicki zlokalizowany przy ul. Krowiej w Bielsku (obecna ul. Listopadowa).
Pierwszym znanym proboszczem bielskim był Mateusz Richter, pełniący urząd od 1553. Najstarsza pisemna wzmianka na temat istnienia parafii z siedzibą w Bielsku pochodzi z 1566.
W 1572 tereny w okolicy Bielska zostały sprzedane Karolowi Promnitzowi i utworzyły państwo bielskie. Zostało ono odstąpione Adamowi Schaffgotschowi w 1582. Schaffgotschow wydał dokument, gwarantujący odbywanie się nabożeństw ewangelickich we wszystkich kościołach Bielska i pozostałych miejscowościach państwa bielskiego.
W latach 1588–1598 urząd proboszcza pełnił ks. Piotr Stosius, a jego następcą został ks. Łukasz Wenzelius, sprawujący obowiązki w latach 1600–1626. Podczas jego kadencji, w latach 1604–1608 wybudowano kościół Świętej Trójcy, jako upamiętnienie ofiar epidemii dżumy w 1599.
Na skutek wybuchu wojny trzydziestoletniej, Bielsko przyjęło uchodźców wyznania ewangelickiego pochodzących z tereny Czech. Razem z nimi do miasta przyjechał ks. Jerzy Trzanowski, pełniący posługę w parafii w latach 1625–1627.

### Kontrreformacja
Po śmierci księżnej Elżbiety Lukrecji w 1653, władza w księstwie przeszła w ręce Habsburgów, będących wyznawcami katolicyzmu. 15 kwietnia 1654 komisja cesarska udała się do Bielska, aby przejąć kościół Świętej Trójcy, co w wyniku oporu mieszkańców uczyniono wchodząc przez okno do świątyni. Zezwolono jedynie na pochówki zmarłych na dotychczasowym cmentarzu. Kielich komunijny, patera i butelki na wino zostały ukryte i zakopane przez jednego z wiernych pod progiem jego domu w Międzyrzeczu, gdzie były przechowywane do czasu otwarcia kościoła w Jaworzu w 1782.
W związku z zakazem prowadzenia nabożeństw ewangelickich, prowadzone były one potajemnie początkowo na zamku w Bielsku oraz dworach, a następnie w leśnych kościołach w Beskidach.
Na mocy ugoda altransztadzkiej, zawartej w 1707 pomiędzy królem Szwecji Karolem XII i cesarzem Józefem I Habsburgiem, cesarz zezwolił na wzniesienie sześciu ewangelickich kościołów łaski, z których jeden rozpoczęto budować w 1709 w Cieszynie. W powstaniu kościoła uczestniczyli również wierni z Bielska. Po otwarciu Kościoła Jezusowego uczęszczali oni tam na nabożeństwa.

### Czasy po patencie tolerancyjnym
13 października 1781 r. cesarz Józef II Habsburg ogłosił patent tolerancyjny dla ewangelików, dzięki któremu mogli oni m.in. wznosić świątynie i tworzyć własne szkoły. Przystąpiono do tego również w Bielsku, będącym w XVII w. najsilniejszym ośrodkiem protestanckim na Śląsku Cieszyńskim. Z dolnego pastwiska miejskiego, znajdującego się na północ od istniejących jeszcze murów miejskich, wykupiono od Adama Klimkego sporych rozmiarów teren, na którym rozpoczęto budowę świątyni i szkoły ewangelickiej. Obszar ten nazwano Bielskim Syjonem, nawiązując do Syjonu w Jerozolimie jako prawzoru świętego miejsca i skupionej wokół niego społeczności wiernych.
Budowę kościoła Zbawiciela rozpoczęto 19 marca 1782, kiedy położony został kamień węgielny. Powstało również tymczasowe miejsce prowadzenia nabożeństw, w postaci drewnianej kaplicy. Podczas budowy kościoła parafia bielska liczyła 1600 rodzin, co stanowiło 9-10 tysięcy wiernych.
Wyposażenie nowej świątyni zostało przeniesione z kaplicy tymczasowej w 1790, a dawne miejsce modlitwy zostało zajęte przez wojsko austriackie na magazyn. Oficjalnie budowę kościoła Zbawiciela ukończono w 1791.
W grudniu 1791 parafia zadecydowała o powstaniu nowego budynku dla szkoły, której dokonano w okresie 1792–1794. Obiekt mieścił cztery duże sale lekcyjne zlokalizowane na parterze, natomiast piętro zostało przeznaczone na mieszkania pastora i rektora szkoły. Na dachu budynku umieszczono wieżyczkę, gdzie w 1795 wstawiony został dzwon szkolny i zegar. Wobec funkcjonującego wówczas zakazu używania dzwonów w kościołach ewangelickich, dzwon szkolny był używany przed nabożeństwami, a wobec władz cel dzwonienia tłumaczono wzywaniem uczniów na lekcje.
Patent tolerancyjny ustanowił również strukturę oficjalnie działającego Kościoła ewangelickiego w Przedlitawii. Wszystkie zbory zostały podległe konsystorzowi powstałemu w 1784 w Cieszynie, a w 1785 przeprowadzonemu do Wiednia. W 1784 powstała superintendentura dla Moraw, Śląska i Galicji. W 1807 powstał seniorat śląski, któremu z czasem podległe zostały wszystkie zbory na Śląsku Austriackim.
Do parafii w Bielsku należały sąsiednie gminy od strony Bystrej Śląskiej i Mikuszowic Śląskich (z własną szkołą), do Międzyrzecza i Mazańcowic (również z własną szkołą). W 1827 wyodrębniła się parafia w Starym Bielsku, a po równouprawnieniu wyznaniowym w 1848 parafia w Międzyrzeczu.
6 czerwca 1808 miał miejsce pożar miasta, w efekcie którego zniszczeniu uległ budynek nowej szkoły. Z uwagi na pomoc finansową ofiarowaną przez członków parafii oraz wiernych innych zborów, obiekt został odbudowany jeszcze w 1808. W 1809 w zakładzie Samuela Palischa w Kremnica uszkodzony podczas pożaru dzwon szkolny został przetopiony na nowy instrument i umieszczony obok kościoła. W 1824 do budynku szkoły dobudowano brakującą wieżę, a później dodany został także ponownie zegar.
W 1853 wiedeński konsystorz utworzył plany powstania w Bielsku szkoły realnej. Zbiórka środków na ten cel została zainicjowana w 1860 i odbywała się ona pomimo protestów w związku z jej prowadzeniem czynionych przez wiernych z Cieszyna, którzy pragnęli umieszczenia siedziby placówki w swoim mieście. Ewangelicka Szkoła Realna w Bielsku pod dyrekcją Karola Ambrożego została uruchomiona w 1860.
Kamień węgielny pod budowę nowej siedziby szkoły realnej według projektu Emanuela Rosta został położony 30 lipca 1863 w północnej części bielskiego placu kościelnego. Środki na jej powstanie pochodziły z funduszy własnych parafii, dotacji państwowej, środkom pozyskanym z funduszu Bratniej Pomocy im. Gustawa Adolfa oraz ofiarom z austriackich parafii ewangelickich, natomiast drewno zostało przekazane bezpłatnie przez miasto Bielsko. Prace zostały zakończone w marcu 1866.
W 1867 w budynku szkoły realnej rozpoczęło działalność również seminarium nauczycielskie. Plany założenia tej instytucji zostały przekazane Ministerstwu Oświaty w 1864. Miała być ona wzorcową dla całego kraju placówką tego typu, jednak założenia te nie zostały wdrożone z uwagi na sprzeciw ministerstwa wobec znacznego rozbudowania formy jej prowadzenia. W 1867 projekt trzyletniego seminarium został zatwierdzony przez cesarza Franciszka Józefa I, wobec czego pastor Theodor Haase sprowadził do miasta wybitnego pedagoga Karla Volkmara Stoya w celu organizacji działalności instytucji. Stoy zatrudnił do pracy w seminarium znakomitych nauczycieli z Niemiec. Inauguracja działalności bielskiego męskiego ewangelickiego seminarium nauczycielskiego miała miejsce 9 grudnia 1867, a jego siedzibą stał się budynek współdzielony ze szkołą realną. Uruchomiona tu została także męska szkoła ludowa. W kwietniu 1868 Karl Volkmar Stoy wyjechał do Niemiec. Seminarium nauczycielskie było do końca XIX jedyną tego typu instytucją przygotowującą do pracy nauczycieli na terenie Austro-Węgier i charakteryzowało się najnowocześniejszym programem nauczania.
W latach 1868–1870 na potrzeby seminarium wybudowano alumneum (internat) z 86 miejscami, położone przy Alumneumgasse (współczesna ul. Modrzewskiego). Środki finansowe na jego powstanie zostały zebrane przez fundację działającą od 1868 i założoną przez zamieszkałego w Paryżu Paula Eugeniusza Lauerbacha, pochodzącego z Bielska. Zamieszkali w alumneum uczniowie, poza zakwaterowaniem, byli objęci pełnym wyżywieniem oraz nadzorem pedagogicznym. Pobyt w placówce był płatny w wysokości 100 złotych reńskich, jednak dla uczniów wywodzących się z biedniejszych rodzin wprowadzono stawki obniżone.
W 1869 weszła w życie nowa ustawa o szkolnictwie. W związku z wprowadzeniem nowych, wyższych wymagań edukacyjnych dla przygotowujących się do pracy w placówkach szkolnych, zarówno państwowych, jak i prywatnych, w 1873 seminarium rozpoczęło naukę w cyklu czteroletnim, a jego nazwę zmieniono wówczas na Instytut Kształcenia Nauczycieli. W październiku 1880 w szkole gościł cesarz Franciszek Józef.
20 kwietnia 1871 powołano trzyklasowe Państwowe Gimnazjum Humanistyczne, otwarte dla uczniów różnych wyznań. Większość kształcących się w nim stanowili w 1878 żydzi. Z powodu braku własnej siedziby, prowadziło ono naukę początkowo w salach ewangelickiego alumneum, a od 1874 dokonano jego przeniesienia i od tej pory zajęło część pomieszczeń w siedzibie Państwowej Wyższej Szkoły Realnej. 
W 1861 pastor Theodor Haase powołał Bielski Ewangelicki Związek Kobiet, którego członkinie początkowo zajmowały się prowadzeniem ochronki dla małych dzieci oraz oddziału Bratniej Pomocy Gustawa Adolfa. W 1872 placówka ta została przeformowana w żeński sierociniec, a od 1897 instytucja przyjmowała również chłopców.
Na konwencie senioralnym przeprowadzonym 1863 zadecydowano o druku polskojęzycznego kancjonału Jerzego Heczki.
W latach 1895–1897 przy placu kościelnym parafia wystawiła nowoczesny budynek, w którym 16 września 1897 działalność zainaugurowała Żeńska Szkoła Ludowa. W nabożeństwie i uroczystościach mających miejsce z okazji uruchomienia placówki udział wzięli m.in. miejscowi duchowni, przedstawiciele władz powiatowych oraz Rady Miasta, jak również burmistrz Karl Steffan. Szkoła dysponowała ogrzewanymi salami lekcyjnymi oraz szatniami przeznaczonymi dla uczniów poszczególnych klas. W budynku swoją siedzibę znalazła ponadto żeńska szkoła średnia. W związku z jego zbyt małym rozmiarem na potrzeby placówek, w 1906 obiekt podniesiono przez dobudowę kolejnego, drugiego piętra.
Szkoła realna z powodów finansowych została zamieniona w 1877 w instytucję państwową.
Na przełomie XIX i XX wieku doszło do osiedlenia się wielu ewangelików w Czechowicach i Dziedzicach, związanego z rozwojem przemysłu rafineryjnego oraz górnictwa. W 1896 powołano tam stację kaznodziejską, liczącą 500 członków. Nabożeństwa prowadzone były w budynkach prywatnych do czasu poświęcenia własnej kaplicy 17 grudnia 1912.
W 1892 w Cieszynie przez pastora bielskiego zboru ks. Theodora Haase został założony Śląski Ewangelicki Dom Diakonis, a zamieszkałe w nim siostry zajmowały się pacjentami cieszyńskiego szpitala ewangelickiego. Od 1893 diakonise rozpoczęły również pracę na terenie Bielska, obsługując pacjentów tutejszego szpitala, mieszkańców domu opieki, placówki opiekuńczej dla dzieci oraz przytułku dla biednych. W 1902 część z nich osiedliła się na stałe w Bielsku, zamieszkując w budynku przy obecnej ul. Orkana.
8 września 1900 obok kościoła odsłonięto pomnik Marcina Lutra dłuta Franza Vogla.
W 1903 doszło do przeniesienia do Bielska domu sióstr diakonis, działającego uprzednio w Cieszynie. Zamieszkiwało go 80 sióstr, zajmujących się opieką nad chorymi w bielskim szpitalu.
W latach 1904–1905 z inicjatywy parafii doszło do budowy nowego domu macierzystego dla sióstr diakonis, zlokalizowanego na skrzyżowaniu współczesnych ulic Modrzewskiego i Listopadowej. Do obiektu przeniesiona została z Cieszyna siedziba diakonatu. Zamieszkało tu 80 sióstr. Utrzymywały się one wyłącznie z darowizn, diakonat zapewniał im mieszkanie, żywność, opiekę medyczną i leki, odzież, środki pieniężne w wysokości 40 koron na drobne wydatki, możliwość korzystania z urlopu, a po 10 latach posługi siostry pozyskiwały gwarancję dożywotniej opieki nad nimi przez tę instytucję.
W okresie 1906–1907 parafia wybudowała nowy gmach sierocińca, położony przy obecnej ul. Modrzewskiego, natomiast w 1907 w gmachu mieszczącym siedzibę żeńskiej szkoły ludowej i średniej uruchomione zostało seminarium nauczycielskie dla kobiet.
Od 1909 do 1911 parafia dokonała budowy nowego cmentarza ewangelickiego, który został urządzony na działce zakupionej przez nią przy ul. Parkowej (obecnie ul. Listopadowa). Nekropolia została zaprojektowana przez architekta Hansa Mayra.
W latach 1912–1913 powstał budynek Luisenheim w Wapienicy, według projektu Rudolfa Hoinkesa. Kierownikiem budowy był proboszcz Arthur Schmidt. Obiekt mieścił zakład wypoczynkowy przeznaczony dla bielskich diakonis.
W 1913 szkoła średnia prowadząca działalność w budynku Żeńskiej Szkoły Ludowej została zamknięta z uwagi na zbyt małą liczbę uczennic, a w 1914 pomieszczenia lekcyjne w budynku „nowej szkoły” zostały przekształcone w kancelarię parafialną oraz salę posiedzeń władz zboru.
Stacja kaznodziejska w Dziedzicach została w 1915 podniesiona do rangi filiału.

### Dwudziestolecie międzywojenne
Po odzyskaniu niepodległości przez Polskę w 1918 w Cieszynie został powołany tzw. seniorat, któremu podlegały wszystkie parafie Śląska Cieszyńskiego do roku 1920, kiedy to nastąpiło przekazanie zborów pod administrację Konsystorza Ewangelicko-Augsburskiego w Warszawie na skutek starań ks. Franciszka Michejdy i Rady Narodowej Księstwa Cieszyńskiego. Celem zachowania charakteru ewangelicko-niemiecko przedstawiciele zboru w 1922 wyrazili chęć przyłączenia się do Ewangelickiego Kościoła Unijnego na polskim Górnym Śląsku, do czego jednak nie doszło. W 1923 parafia w Bielsku liczyła 6692 wiernych.
Początkiem lat 20. XX wieku Instytut Kształcenia Nauczycieli zagrożony był likwidacją z powodu zbyt małej liczny chętnych do pobierania w nim nauki. W celu umożliwienia dalszego funkcjonowania szkoły, w 1921 została ona przeformowana w instytucję koedukacyjną poprzez włączenie w jego struktury działającego do tej pory w sąsiednim obiekcie żeńskiego seminarium nauczycielskiego. W kolejnych latach szkoła przyjmowała uczniów z likwidowanych placówek tego typu o charakterze niemieckim na terenie kraju, m.in. z Bydgoszczy, Grudziądza i Cieszyna.
W 1925 parafia zrzeszała 6326 wiernych, a w 1937 – 6500.
W dwudziestoleciu międzywojennym parafia dokonała rozbudowy domu diakonis. W latach 30. XX wieku władze państwowe wypowiedziały siostrom pracę w Powiatowej Kasie Chorych oraz w Miejskim Domu Opieki i zostały one zastąpione przez rzymskokatolickie zakonnice.
W latach 30. działalność rozwinęła mocno Macierz Ziemi Cieszyńskiej. W 1932 powołano Związek Polaków Ewangelików, pracujący na rzecz parafian narodowości polskiej. Związek był organizatorem akademii o charakterze narodowym, zajmował się również zaopatrzeniem biednych uczniów w podręczniki szkolne oraz książki religijne. W tym samym roku powstał Związek Polskiej Młodzieży Ewangelickiej, prowadzący odczyty, akademie, przedstawienia oraz występy. Ze Związku Polaków Ewangelików wyodrębniono w 1933 Koło Pań, zajmujące się młodzieżą konfirmacyjną i szkolną.
W 1932 na mocy reformy jędrzejewiczowskiej została wprowadzona nowa ustawa szkolna, likwidująca prywatne seminaria nauczycielskie. W 1936 bielski Instytut Kształcenia Nauczycieli został zamknięty.
Od 1934 rozpoczęto prowadzenie w każdą niedzielę nabożeństw zarówno w języku niemieckim, jak i polskim. Uroczyste nabożeństwa organizowano z okazji świąt państwowych, jak rocznica ogłoszenia Konstytucji 3 maja, Narodowe Święto Niepodległości, zjazdów młodzieży, a także wydarzeń takich, jak sprowadzenie do kraju zwłok Juliusza Słowackiego w 1927, odsłonięcie w 1928 pomnika Gabriela Narutowicza oraz pomnika Stanisława Moniuszki, z okazji zjazdu Bratniej Pomocy im. Gustawa Adolfa, 600-lecia bitwy pod Płowcami oraz ku czci Krystyny Roy i ks. Jerzego Trzanowskiego w 1938.
W 1934 z inicjatywy ks. proboszcza Richarda Wagnera na placu kościelnym została umieszczona sadzawka-pomnik „Studnia Pastorów” projektu Karola Korna, wzniesiona w celu uczczenia pamięci księdza Theodora Haase i odsłonięta w stulecie urodzin pastora 14 lipca 1934. Wybudowana została z materiałów pozyskanych z granitowych nagrobków ewangelicko-żydowskich rodzin Baum i Friedlander, przeniesionych tam ze starego cmentarza ewangelickiego. Studnia miała formę tumby, która została wypełniona wodą, mającą symbolizować Słowo Boże, którym w swojej pracy kierują się miejscowi duchowni. Planowane było w późniejszym czasie umieszczenie na środku pomnika obelisku z medalionem przedstawiającym ks. Haase, jednak do realizacji projektu nie doszło.
12 czerwca 1932 miał miejsce w Bielsku Zjazd Chórów, natomiast w dniach 22–24 czerwca 1935 – Zjazd Związku Polskiej Młodzieży Ewangelickiej.
W kaplicy położonej na Nowym Cmentarzu Ewangelickim odbywały się nabożeństwa dla żołnierzy, a także godziny biblijne prowadzone przez Społeczność Chrześcijańską.
W 1936 cieszyński seniorat przemianowano na diecezję, której głównym kościołem stał się Kościół Zbawiciela w Bielsku, a siedzibą biskupa – budynek d. „starej” szkoły ewangelickiej, sąsiadujący ze świątynią.
W 1937 w ramach obchodów 300 rocznicy śmierci Jerzego Trzanowskiego na czterech bokach Studni Pastorów zostały umieszczone napisane po łacinie nazwiska duchownych zasłużonych dla zboru bielskiego – Jerzego Trzanowskiego, Lukasa Wanceliusa, Johanna Georga von Schmitza i Karla Samuela Schneidera.

### II wojna światowa i okres powojenny
We wrześniu 1939, kiedy Bielsko zostało zajęte przez wojska niemieckie, Ewangelicki Związek Kobiet w Bielsku oddał sierociniec razem z całym majątkiem placówki na rzecz nazistowskiej organizacji „Narodowosocjalistyczna Ludowa Opieka Społeczna” (Nationalsozialistische Volkswohlfahrt, NSV).
Po nastaniu okupacji tutejszy diakonat konturował normalne funkcjonowanie. Według stanu na 1940 Ewangelicki Dom Sióstr w Bielsku zamieszkiwany był przez około 100 diakonis, świadczących posługę głównie w szpitalach w Bielsku i w Cieszynie. Siostry wystąpiły wówczas o włącznie ich w struktury Stowarzyszenia Macierzystych Domów Diakonis w Kaiserswerth, jednak wobec odmowy tej organizacji stały się one częścią diakonatu z siedzibą w Zehlendorf.
W 1945 wobec nadejścia frontu bielski diakonat zakończył funkcjonowanie, a większość zamieszkałych w nim dotychczas sióstr została ewakuowana. Część diakonis, które pozostały w mieście, została wysiedlona po wkroczeniu Armii Czerwonej, pozostałe wstąpiły do Diakonatu „Eben-Ezer” w Dzięgielowie i zajęły się głównie pracą w szpitalu w Cieszynie, którą kontynuowały do lat 60. XX wieku, a inne przeszły na utrzymanie rodziny z racji braku prawa do świadczeń emerytalnych. Parafia interweniowała 8 października 1945 w sprawie dziewięciu wysiedlanych sióstr, zwracając się z prośbą do starostwa o ich rehabilitację z uwagi na oddaną pracę na rzecz pacjentów miejscowego szpitala. Starosta zadecydował o pozostawieniu kilku starszych sióstr, a dla młodszych z nich nakazał „ułatwienie dobrowolnego wyjazdu do Niemiec”. Zabronił także obsługi polskich chorych przez siostry narodowości niemieckiej.
Budynki stanowiące wcześniej majątek diakonatu zostały objęte przez diecezję cieszyńską, a następnie w dawnym domu macierzystym powstała szkoła pielęgniarek prowadzona przez Diakonat „Eben-Ezer” z Dzięgielowa, która po dwóch latach funkcjonowania została przejęta przez Polski Czerwony Krzyż.
Podczas działań w trakcie II wojny światowej mienie parafii zostało częściowo zniszczone. Ucierpiała część starej i nowej plebanii, uszkodzono dom parafialny położony przy ul. Orkana oraz wschodnią część wieży kościelnej, średni dzwon i kaplicę na cmentarzu. Kościół oraz plebania zostały pozbawione szyb. Liczba wiernych w parafii spadła z 6000 do 2000, pozbawieni oni byli opieki duszpasterskiej. Dopiero 1 czerwca 1945 placówkę objął ks. Adam Wegert, pełniący wcześniej funkcję prefekta w parafii.
Pierwsze powojenne zebranie rady parafialnej miało miejsce 14 czerwca 1945. Wybrano nowego kuratora oraz sekretarza, powołano również odpowiednie komisje zajmujące się odbudową działalności parafii. 29 lipca 1945 wznowiono nabożeństwa w kaplicy w Dziedzicach, a 9 września odsłonięto tablicę upamiętniającą księży poległych podczas wojny. Mienie zboru pozostawało pod tymczasowym zarządem państwowym, zostało jednak rewindykowane na rzecz parafii.
Władze komunistyczne zainaugurowały „akcję zwalczania niemczyzny”. Na jej skutek m.in. zmuszono rodziny zmarłych pochowanych na cmentarzach parafii do zniszczenia napisów na nagrobkach poprzez zamalowanie ich smolistą, czarną farbą, skucie, zacementowanie lub przewrócenie płyt nagrobnych napisami do ziemi. Doprowadzono również do usunięcia nazwisk bielskich księży ze Studni Pastorów, które pomimo łacińskiego brzmienia uznano za niemieckie, a pomnik został przekształcony na kwietnik, ulegając dalszej degradacji. W okresie 1945–1950 miały miejsce prowadzone przez Urząd Bezpieczeństwa masowe aresztowania ludności niemieckiej, a jedno z więzień, gdzie przetrzymywano aresztowanych, zostało uruchomione w budynkach ewangelickich szkół przy placu kościelnym. Ofiary ich działalności były grzebane na terenie parafialnych cmentarzy.
W budynku sierocińca działalność rozpoczął „Dom Małego Dziecka”, którego kierowniczką została diakonisa Maria Martinek i zamieszkiwało go kilkanaścioro dzieci. W latach 50. XX wieku instytucja została przejęta przez władze państwowe z racji braku zgody na działalność jako placówka prowadzona przez związek wyznaniowy i przekształcona w świecki „Dom dziecka dla małych dzieci”, który zarządzany był przez Zakład Opieki Zdrowotnej i funkcjonował tu do początku lat 80. XX wieku, kiedy jego siedziba została przeniesiona do dawnej willi letniskowej Richarda Bathelta, położonej przy ul. Pocztowej.
Jesienią 1945 działalność rozpoczął chór, którym kierowała pastorowa Maria Wegertowa. Wznowiono wtedy również godziny biblijne, prowadzone przez członków Społeczności Chrześcijańskiej. Prowadzono również pracę odwiedzinową. Organizowano imprezy i przedstawienia, z których dochód przeznaczano na remont organów oraz wyposażenie nowego przedszkola ewangelickiego, które było prowadzone przez siostrę Marię Martynek z Diakonatu Eben-Ezer w Dzięgielowie. Powołane zostało młodzieżowe koło biblijne, w spotkaniach którego uczestniczyli również członkowie parafii w Białej i Starym Bielsku. Od 1948 działalność rozpoczęła szkółka niedzielna.
W 1950 zakończono remonty i odbudowę ze zniszczeń wojennych.

### Czasy Polskiej Rzeczypospolitej Ludowej

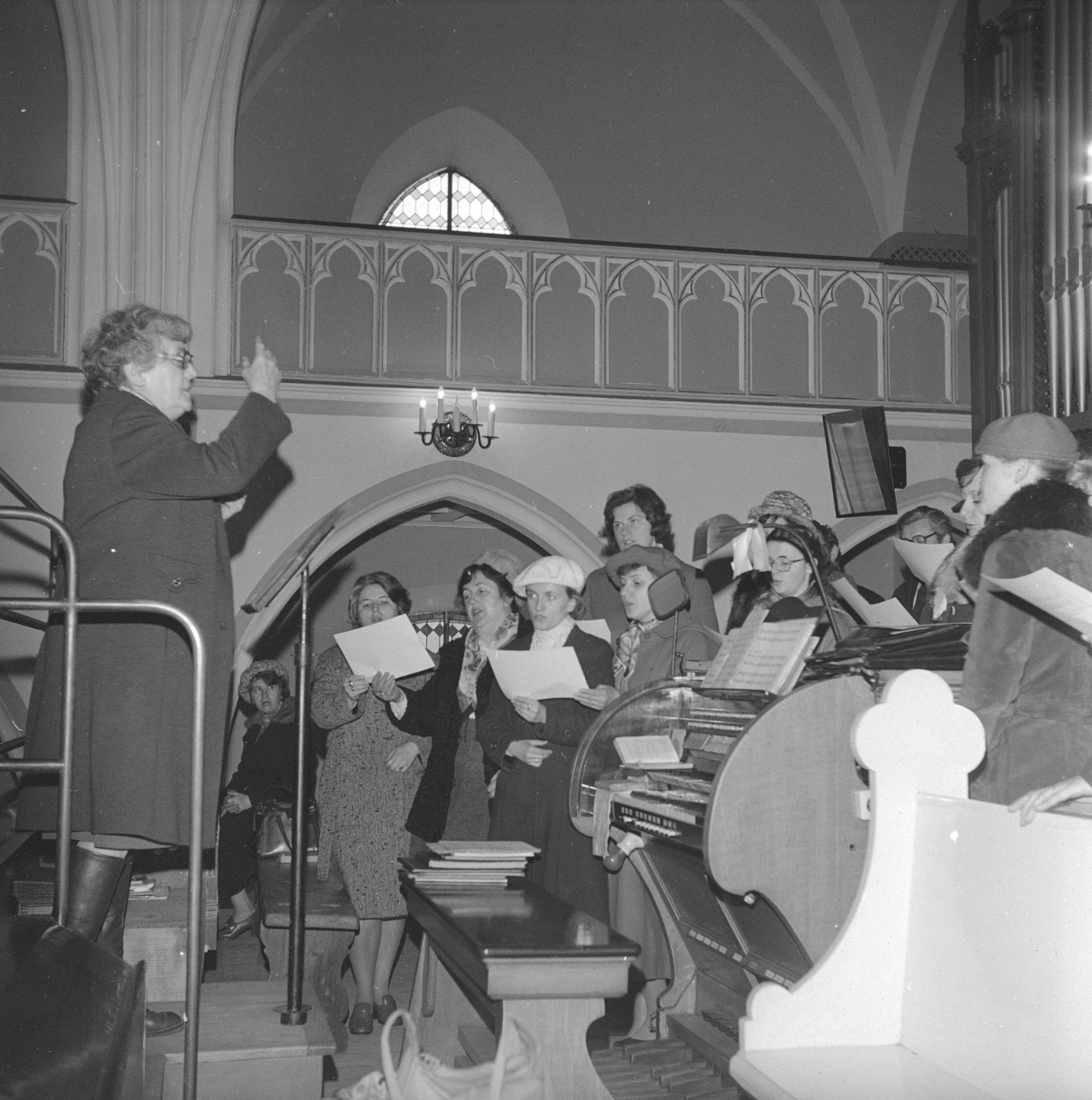
Występ chóru w kościele Zbawiciela w 1983

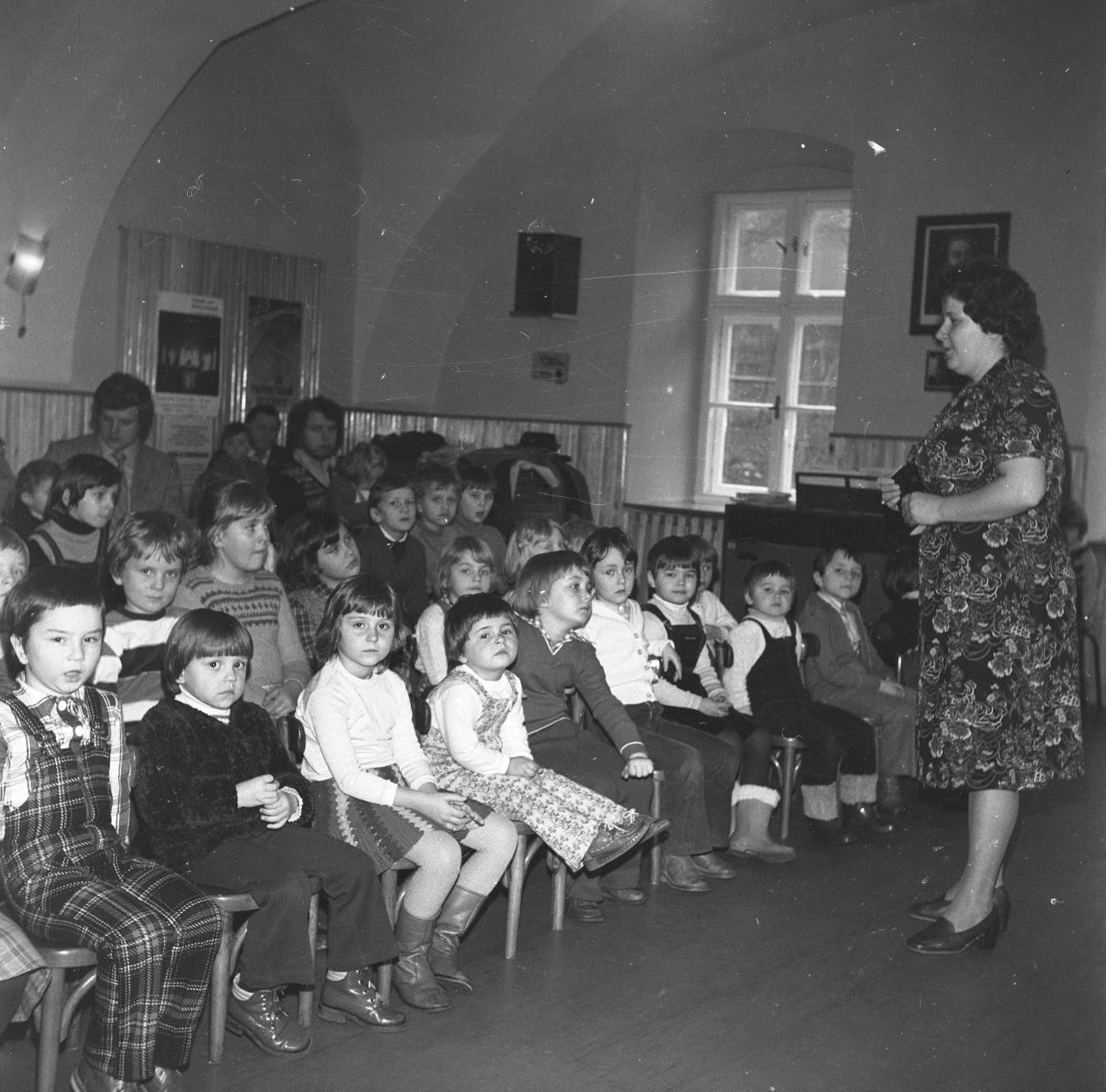
Lekcja religii w 1983

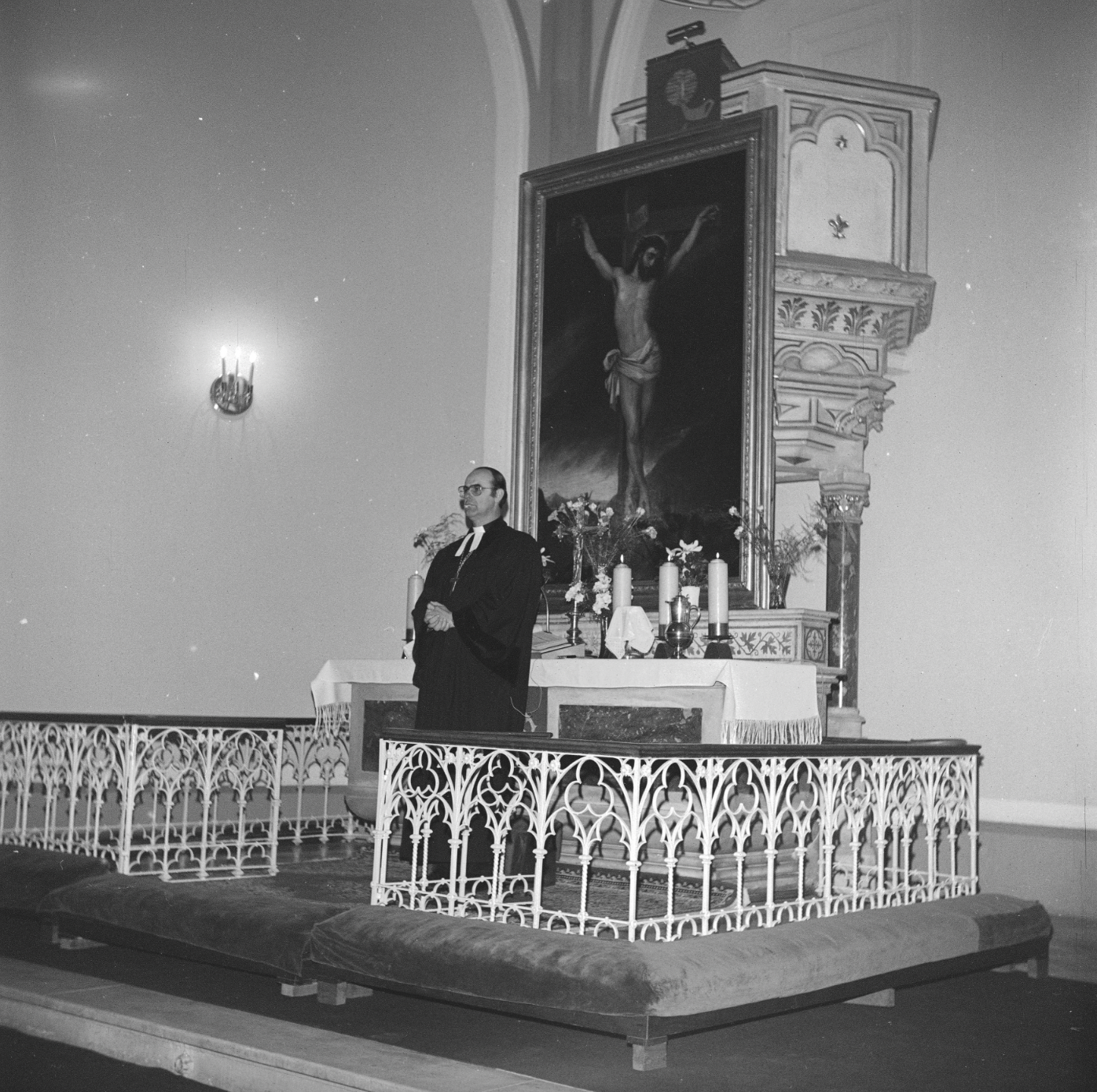
Ksiądz proboszcz Jan Szarek podczas nabożeństwa w 1983

W latach 50. wznowiona została praca diakonii, która prowadzona była poprzez koło misyjne, zajmujące się odwiedzinami w domach chorych i samotnych.
Ówczesny proboszcz parafii ks. Adam Wegert został mianowany 25 lutego 1952 przewodniczącym Komisji Ewangelizacyjno-Misyjnej Kościoła Ewangelickiego, co skutkowało organizacją licznych spotkań ewangelizacyjnych. Do pracy w parafii przydzielona została siostra zborowa Helena Burghard, zajmująca się działalnością charytatywną oraz pracą wśród dzieci. W 1957 ks. Adam Wegert został wybrany seniorem diecezji cieszyńskiej. Rok później stanowisko siostry zborowej objęła Wanda Korfanty, a w 1956 do pracy w parafii na stanowisku wikariusza skierowano ks. Tomasza Bruella, który pełnił tę funkcję do 1959.
W latach 1956–1959 przeprowadzono remont elewacji zewnętrznej oraz malowanie wnętrza kościoła. W 1959 odzyskano budynek dawnego domu wypoczynkowego diakonis Luisenheim w Wapienicy, który po remoncie został poświęcony 31 sierpnia 1960 przez biskupa Andrzeja Wantułę jako ośrodek Betania.
4 września 1960 miały miejsce uroczystości związane z 400 rocznicą powstania zboru ewangelickiego w Bielsku. Podczas nabożeństwa kazanie wygłosił ks. bp. Andrzej Wantuła oraz przedstawiciel Światowej Federacji Luterańskiej, ks. Paul Hansen. 25 września 1960 w kościele Zbawiciela doszło do ordynacji na duchownych trzech księży, w tym pochodzącego z tej parafii ks. Jana Szarka.
W 1963 jako drugi chór w parafii działalność rozpoczął chór misyjny, którego celem było prowadzenie działalności misyjnej pośród członków zboru poprzez pieśni. Stanowisko jego dyrygenta pełniła Maria Wegert, żona seniora ks. Adama Wegerta, natomiast funkcję kierownika organizacyjnego sprawowała Helena Kożusznik. Chór ten prowadził około 40–50 występów rocznie, mających miejsce na terenie kraju, jak i za granicą (NRD, Francja), specjalizując się w polskich pieśniach religijnych. Zajmował się również organizacją różnorakich spotkań, zarówno uroczystości religijnych, jak i innych spotkań zborowych, które uświetniał swoimi pieśniami. Należały do nich m.in. wieczory adwentowe i pasyjne, uroczystości wielkanocne i z okazji Pamiątki Umarłych, dni kobiet, matki i babci, wieczory sylwestrowe, rocznice chóru oraz spotkania gwiazdkowe dla jego członków. Chór misyjny angażował się ponadto w działalność teatralną, wystawiając przedstawienia.
W okresie 1965–1969 stanowisko wikariusza pełnił ks. Marcin Lukas. Jego następcą został 1 lipca 1970 ks. Jan Szarek, który razem z żoną Anielą zajmował się pracą z dziećmi i młodzieżą.
1 stycznia 1968 filiał w Czechowicach-Dziedzicach został przekształcony w samodzielną parafię.
W latach 1974–1976 przeprowadzono remont dachu kościoła i wieży, na który środki pozyskano ze sprzedaży działek w Mikuszowicach i Komorowicach, a także dzięki składkom wiernych i wsparciu Bratniej Pomocy im. Gustawa Adolfa. W 1978 wyremontowano budynek plebanii.
1 czerwca 1975 dokonano wyboru dotychczasowego wikariusza ks. Jana Szarka na stanowisko drugiego proboszcza i wprowadzono go w urząd 28 września 1975. 14 września 1980 ks. Szarek został wybrany następcą ks. Adama Wegerta na stanowisku proboszcza parafii, a 16 listopada 1980 – seniora diecezji cieszyńskiej. W 1980 siostra Wanda Korfanty została skierowana do pracy w ewangelickim domu opieki w Dzięgielowie.

### Okres po 1989

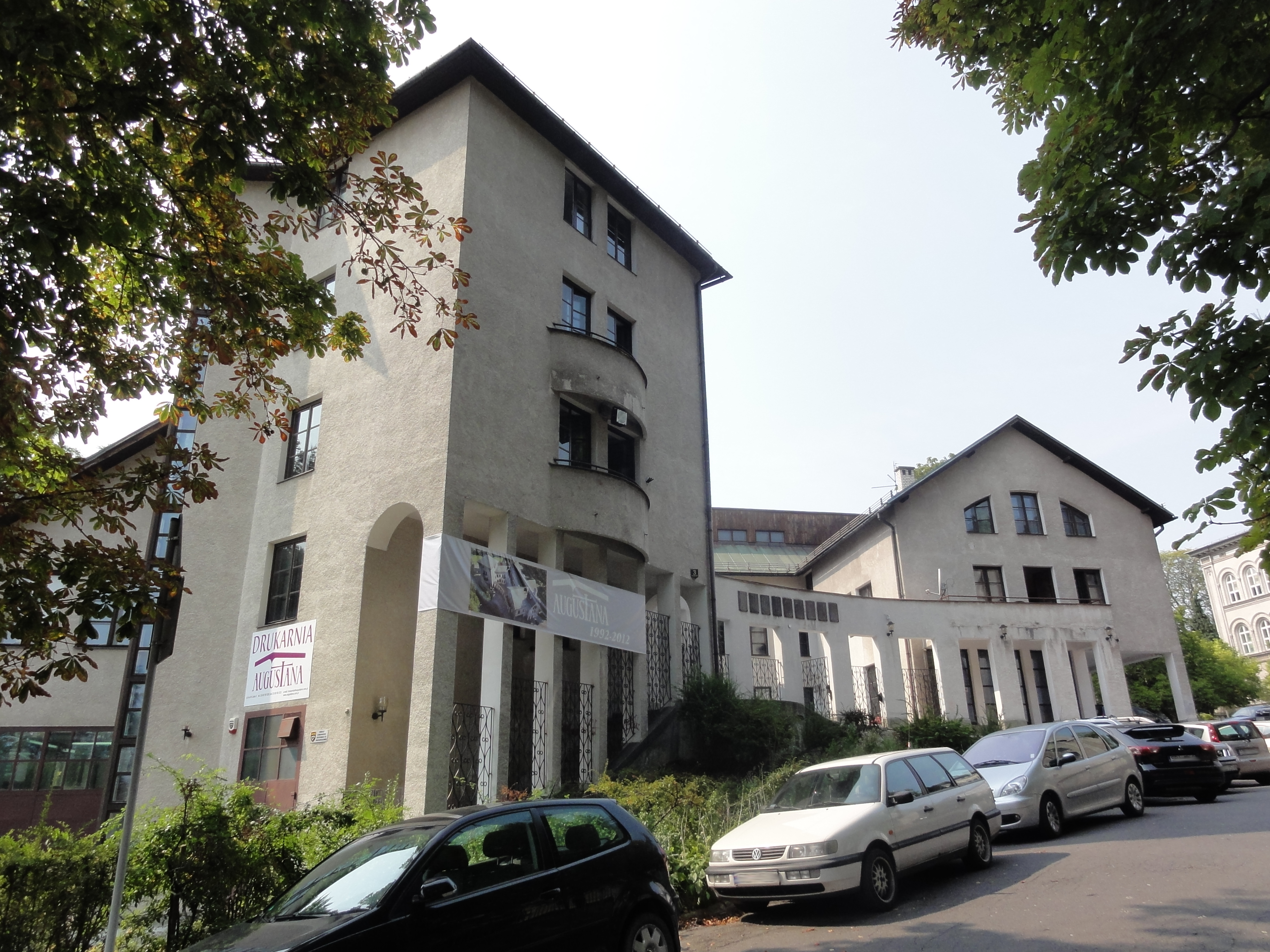
Budynek „Augustany” ukończony w 1991

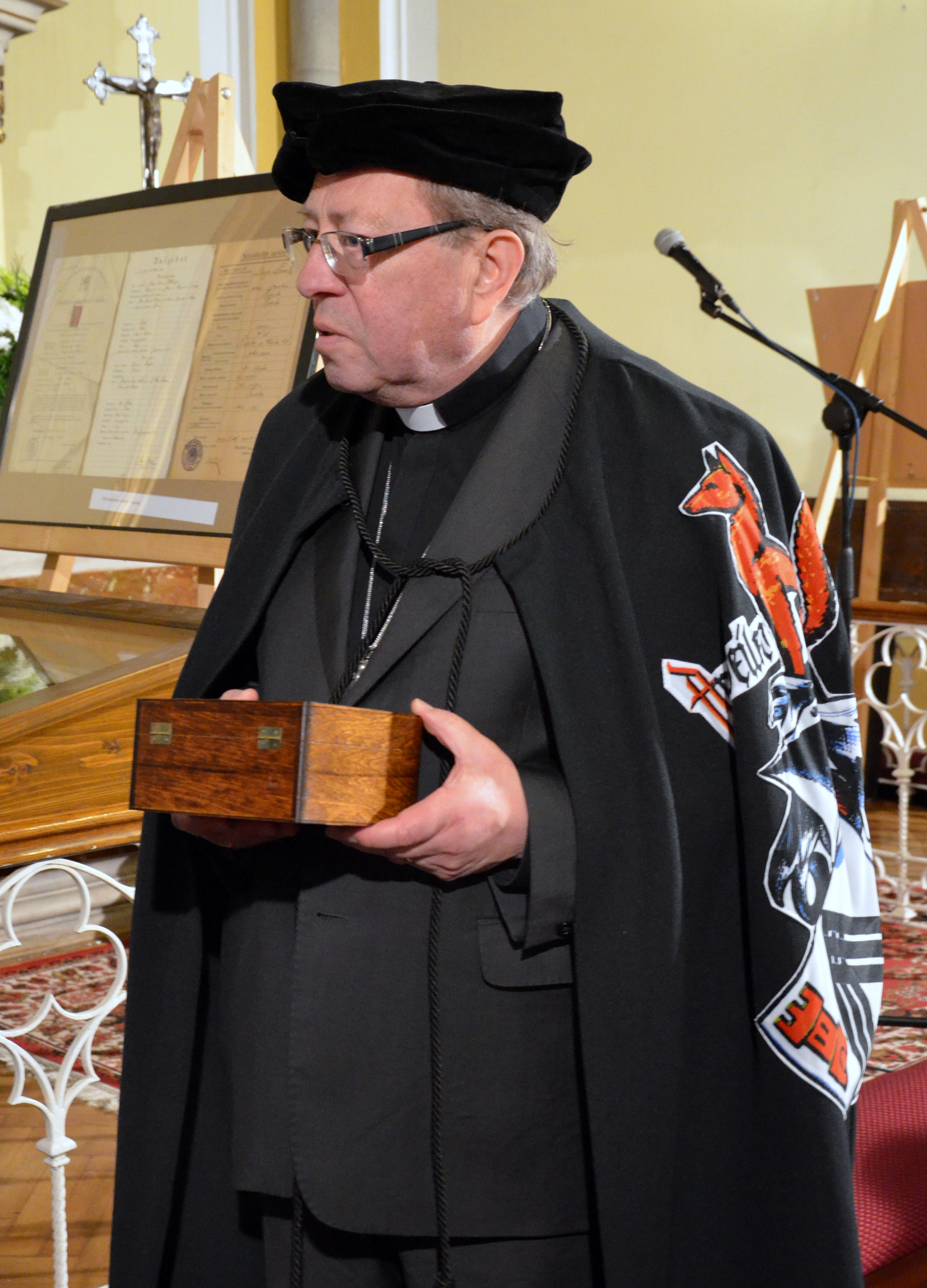
Paweł Anweiler, proboszcz w latach 1991–2016

Od 1989 parafia rozpoczęła starania o zwrot mienia zagrabionego jej przez władze komunistyczne. Odzyskano większość dawnych budynków parafialnych, jednak wobec przyłączenia się bielskiego diakonatu w trakcie wojny do diakonatu z siedzibą w Zehlendorf, jego dawna siedziba została uznana za „mienie poniemieckie”, nie kwalifikujące się do zwrotu. Obiekt został przeznaczony na siedzibę Prokuratury Rejonowej Bielsko-Biała Północ.
W 1989 w Bielsku-Białej zostało utworzone Towarzystwo Szkolne im. Mikołaja Reja, które we wrześniu 1991 w należącym do parafii budynku dawnego alumneum otwarło Liceum Społeczne.
W 1990 zrodził się pomysł przywrócenia budynkowi dawnego sierocińca funkcji placówki opiekuńczej. W latach 1992–1995 obiekt został wyremontowany, co nastąpiło dzięki wsparciu ewangelickiego stowarzyszenia „Znaki Nadziei” z Niemiec, dyrektora Polskiej Rady Ekumenicznej Andrzeja Wójtowicza oraz proboszcza Szarka. 18 marca 1995 miało miejsce poświęcenie budynku i uruchomienie tu Ewangelickiego Domu Opieki „Soar”.
6 stycznia 1991 ks. Jan Szarek został wybrany przez Synod biskupem Kościoła Ewangelicko-Augsburskiego w RP. Jego następcą na stanowisku proboszcza parafii w Bielsku został ks. Paweł Anweiler, wybrany 24 listopada 1991 również na stanowisko biskupa diecezji, które pełnił do 6 stycznia 2016.
W kwietniu 1992 w budynku powstałym w latach 1987–1991 na miejscu starej szkoły ewangelickiej działalność rozpoczęło Wydawnictwo Augustana. W obiekcie tym zlokalizowana jest również sala parafialna, mieszkania dla pracowników kościoła oraz siedziba władz diecezji cieszyńskiej.
1 września 2001 w gmachu dawnej Żeńskiej Szkoły Ludowej przy placu Marcina Lutra 7 funkcjonowanie rozpoczęła Szkoła Podstawowa nr 2 prowadzona przez Towarzystwo Szkolne im. Mikołaja Reja, a od 2017 placówka ta dysponuje również pomieszczeniami zlokalizowanymi w siedzibie sąsiedniej Wyższej Szkoły Administracji, gdzie przeniesione zostało kształcenie dzieci z klas 4–8.
15 maja 2016 stanowisko proboszcza objął ks. Krzysztof Cienciała, pełniący od 2002 funkcję proboszcza pomocniczego.
W 2016 miał miejsce remont Studni Pastorów, podjęty z pomysłu ks. bp. Jana Szarka z okazji nadchodzącego jubileuszu 500-lecia Reformacji. Dawna sadzawka została przykryta płytą wykonaną z granitu, na której przytwierdzono płaskorzeźbę przestawiającą Różę Lutra, otworzone zostały również umieszczone na niej w przeszłości nazwiska pastorów. Prace zostały sfinansowane ze środków parafii, bielskiego samorządu oraz darowizny biskupa-seniora.